# Sosna limba
Sosna limba (Pinus cembra L.) – gatunek drzewa iglastego z rodziny sosnowatych. Występuje w górach centralnej Europy na obszarze Alp i Karpat (Tatry, Karpaty Wschodnie i Południowe). Rośnie w borach z udziałem modrzewia europejskiego, najczęściej na wysokościach w przedziale 1400–2500 m n.p.m. Jest to drzewo wolno rosnące i długowieczne, bardzo odporne na niskie temperatury, wiatry i szkodniki. Drewno limby było dawniej wszechstronnie użytkowane, nasiona zaś, zwane orzeszkami, były wykorzystywane jako jadalne i lecznicze. Z pędów i żywicy destylowano olej limbowy. Ze względu na intensywną wycinkę drzew, zasięg gatunku uległ w przeszłości znacznemu zmniejszeniu. W niektórych krajach limba podlega prawnej ochronie gatunkowej (m.in. w Polsce), a jej siedliska chronione są w parkach narodowych i obszarach Natura 2000. Limba należy do gatunków raczej rzadko uprawianych poza naturalnym zasięgiem, głównie z powodu trudności ze zdobyciem nasion oraz wolnego wzrostu.

## Rozmieszczenie geograficzne
Sosna limba jest endemitem europejskim. Występuje w piętrze subalpejskim kontynentalnych Alp (Francja, Włochy, Szwajcaria, Austria, Niemcy) oraz na izolowanych stanowiskach w wyższych położeniach górskich od Tatr (Polska, Słowacja) po Karpaty Wschodnie (Ukraina, Rumunia). Porozrywany zasięg gatunku w Europie zajmuje 110,6 tys. km², ale jego zredukowany areał (powierzchnia zajmowana przez drzewostany z limbą) oszacowany został w latach 70. XX wieku na 30 tys. hektarów (300 km²). Największa część przypada na Alpy austriackie – 18 620 ha zredukowanego areału, mniejsza na Alpy szwajcarskie, jeszcze mniejsze na pozostałe kraje alpejskie i karpackie.
W Alpach zasięg limby jest ciągły i obejmuje cały łańcuch górski z wyjątkiem południowej i zachodniej części Alp Zachodnich. Największe skupienia limby występują w najwyższych partiach gór, w rejonie Wysokich Taurów. W Karpatach zasięg limby jest silnie rozczłonkowany i ma postać izolowanych wysp reliktowych. W Karpatach Południowych gatunek spotykany jest w paśmie Bucegi na wschodzie i dalej w kierunku zachodnim w Górach Fogarskich, Sybińskich, Parâng oraz w paśmie Retezat. W Karpatach Wschodnich na północy rośnie w Gorganach i dalej na południe w Górach Rodniańskich. W Tatrach występuje w liczniejszych skupieniach wokół Tatr Wschodnich, sięgających ku zachodowi do okolic Kasprowego Wierchu na północy i Doliny Kamienistej na południu. Dalej na zachód notowany jest już tylko na pojedynczych stanowiskach, na północy sięgających do rejonu Doliny Kościeliskiej, a na południu do krańca Tatr Zachodnich (najdalej na zachód wysunięte stanowiska znajdują się w Dolinie Suchej). Większość tatrzańskich limb rośnie więc na Słowacji: w latach 70. XX w. zredukowany areał tego gatunku na terenach ówczesnego słowackiego Tatrzańskiego Parku Narodowego (ok. 51 tys. ha) szacowano na 188 ha, a zasób drewna na 27 300 m³. Poza Tatrami Wysokimi i Bielskimi limba rośnie również w Tatrach Zachodnich i Niżnych. W tych ostatnich zredukowany areał limby w l. 70. wynosił 81 ha. Zredukowany areał limby w całych słowackich górach w tym czasie szacowano na 290 ha, a kubaturę drewna na 35 tys. m³.
Limba występuje najczęściej na wysokościach 1400–2500 m n.p.m. W Alpach formuje bory limbowo-modrzewiowe powyżej lasów świerkowych. Typowe siedliska w tych górach znajdują się na wysokości od 1500 do 2400 m n.p.m. (1450–2430 m), ale pojedyncze okazy spotykane są od 1200 do 2850 m n.p.m. Inne źródła podają najwyższe stanowiska w Alpach Pennińskich na wysokości 2585 m n.p.m.
W Tatrach limba występuje na wysokościach od 1300 do 1700 m n.p.m., sięgając w Tatrach Wysokich do 2020 m n.p.m. W niższych położeniach rośnie w Tatrach Bielskich, gdzie pojawiać się zaczyna od 945 m n.p.m. Jeszcze niżej występuje w Gorganach, skąd notowana była na rzędnej 800 m n.p.m. i gdzie sięgała najwyżej 1630 m n.p.m. W Karpatach Południowych najliczniej rośnie między 1600 i 1850 m n.p.m., ale spotykana jest od 1500 m n.p.m.
Sosna limba prawdopodobnie pochodzi z rejonów syberyjskich, gdzie występuje blisko z nią spokrewniona sosna syberyjska (Pinus sibirica). Przypuszcza się, że limba przetrwała ostatnie zlodowacenie w pobliżu Alp, skąd rozprzestrzeniła się na duże obszary we wczesnym okresie polodowcowym. Sukcesywnie była wypierana z niższych stanowisk przez inne gatunki drzew. Przed kilku tysiącami lat limba rosła także w Sudetach.

### Rozpowszechnienie przez człowieka
Sosna limba już w 1652 roku posadzona została w Królewskich Ogrodach Botanicznych Jana II Kazimierza w Warszawie. W miejscowościach w okolicy Tatr limba sadzona była w ogrodach od XVIII wieku. Wówczas też, w 1746 została sprowadzona do Anglii. W różnych szkółkach na terenie współczesnej Polski i Czech oferowana była od XIX wieku. W XIX wieku leśnicy sadzić zaczęli limbę w szkółkach i później w Tatrach, przy czym nasiona do siewu pochodziły zarówno z Tatr, jak i Alp. Członkowie działających w Tatrach organizacji takich jak Towarzystwo Tatrzańskie i Węgierskie Towarzystwo Karpackie, rozsiewali w Tatrach nasiona. Towarzystwo Tatrzańskie w statucie swoim z 1880 roku wpisany jako jeden z celów miało ochronę limby. Poza rozsiewaniem nasion limby pochodzącej zarówno z Tatr, jak i Alp, członkowie Towarzystwa założyli też szkółki, w których jednak wysiano nasiona podobnej sosny syberyjskiej przysłane przez Benedykta Dybowskiego.
Wysadzanie sadzonek i wysiewanie nasion limby w Karpatach intensywnie kontynuowano również w latach powojennych. Np. w latach 1949–1976 na terenie słowackiego TPN wysadzono ok. 700 tys. sadzonek tego drzewa i wysiano 40 kg limbowych orzeszków. W innych wyższych grupach górskich na Słowacji (Niżne Tatry, Mała Fatra, Wielka Fatra, Rudawy Słowackie) tylko w l. 1973–1976 wysadzono 50 tys. sadzonek, co można przeliczyć na zredukowany areał 20 ha.
Limba została także sztucznie wprowadzona w Sudetach, gdzie wciąż jest utrzymywana i namnażana w miejscowych szkółkach. Limba introdukowana została także do lasów na Babiej Górze, a w niewielkich ilościach sadzono ją nawet w szczytowych partiach Beskidu Śląskiego. Introdukowana została w środkowych i południowych Niemczech w górach Odenwald, Waldecker Wald, Harz i w Lesie Bawarskim oraz we Francji do Masywu Centralnego i Pirenejów. Sprowadzono ją także do Ontario w Ameryce Północnej.

## Morfologia
PokrójKorona drzewa regularna i gęsta, początkowo stożkowata, z wiekiem staje się cylindryczna (do spłaszczonej lub kolumnowej, zwłaszcza w warunkach wysokogórskich). W niższych położeniach i poza górami korona jest zwykle walcowatojajowata lub jajowata. Konary sięgają często niemal do ziemi (słabo się oczyszcza). Końce gałęzi i gałęzie w górnej części korony są wyraźnie wygięte ku górze, w środkowej części korony konary są rozpostarte poziomo, a w części dolnej nieco przewisają. Na granicy śniegu limba może tworzyć formy karłowate, o koronie silnie zniekształconej, nierzadko z wieloma wierzchołkami („formy kandelabrowe”).
KorzenieSystem korzeniowy palowy z silnym korzeniem głównym, ale także z bardzo silnie rosnącymi korzeniami bocznymi.
Pień i pędyW Alpach pień osiąga średnio 20–23 m wysokości, dorastając do 25, lokalnie 30 m (35 m), a w Karpatach do 10–15 (20) m oraz 1,5 m średnicy. Często jest powykrzywiany u starszych okazów. U młodych drzew kora jest gładka, jasnoszara lub brązowoszara, z wiekiem pojawiają się na niej pęcherze żywiczne, w końcu też podłużne bruzdy z płytszymi pęknięciami poprzecznymi. Nawet u starych drzew kora nigdy nie jest bardzo gruba. Czasem na powierzchni spękana jest płatkowato. Młode gałązki w pierwszym roku są sprężyste i grube (osiągają 5 mm średnicy). Na powierzchni są rdzawo owłosione, z wiekiem włoski ciemnieją i pędy łysieją. Pąki są ożywicowane, jajowatokuliste z ostrym wierzchołkiem, osiągają do 10 mm długości. Łuski ściśle przylegają, są czerwonobrązowe i tylko przy brzegach szare.
LiścieSztywne, żywozielone i ostro zakończone igły zebrane są w pęczki po 5 na krótkopędach. Osiągają (5–6) 7–9 cm długości i 1 mm szerokości, na przekroju są trójkątne, na brzegach delikatnie ząbkowane. Pochewki liściowe szybko opadają.
SzyszkiKwiatostany złożone z kwiatów męskich (szyszki męskie) wyrastają w dolnej części rocznych pędów, wsparte są kilkoma szerokimi łuskami i osiągają 1,5 cm długości. Kwiaty zredukowane są do pręcików ustawionych skrętolegle na osi kwiatostanu. Woreczki pyłkowe są żółte lub czerwone, uwalniają pyłek pękając podłużnie. Szyszki żeńskie początkowo osiągają ok. 1 cm długości, są sinozielone do zielono-purpurowych i osadzone pionowo na krótkich szypułkach. Wyrastają pojedynczo lub po kilka (do 4) obok pąków szczytowych. Wsparte są u nasady kilkoma krótkotrwałymi, zielonymi łuskami na brzegach czerwonawymi i przejrzystymi. Podczas kwitnienia grube łuski nasienne są purpurowofioletowe, na brzegu brązowe i ukryte są za łuskami wspierającymi. Dojrzałe szyszki są jasnobrązowe, jajowate, o długości (4) 5–8 (10) cm i szerokości od 3,5 do 6 cm. Grube łuski nasienne są osadzone na trzpieniu (osi szyszki) i szerokie na ok. 2 cm. Na ich dolnej i górnej powierzchni znajdują się po dwa wgłębienia na nasiona. Brzeg łuski jest wygięty ku szczytowi szyszki. Zwieńczony jest grubą i bruzdowaną tarczką (apofyzą) z żółtawym, odgiętym wyrostkiem na brzegu. Nasiona są duże (od 8 do 12 mm długości i do 8 mm szerokości), jajowate i w przekroju poprzecznym obłotrójkątne. Nasiona pozbawione są skrzydełek (na krawędzi nasiona i łuski nasiennej bywa widoczna sucha błonka stanowiąca szczątkowe skrzydełko). Nasiona są okryte twardą, zdrewniałą skorupą o grubości 1 mm. Ciężar 1000 nasion wynosi od 200 do 250 g.

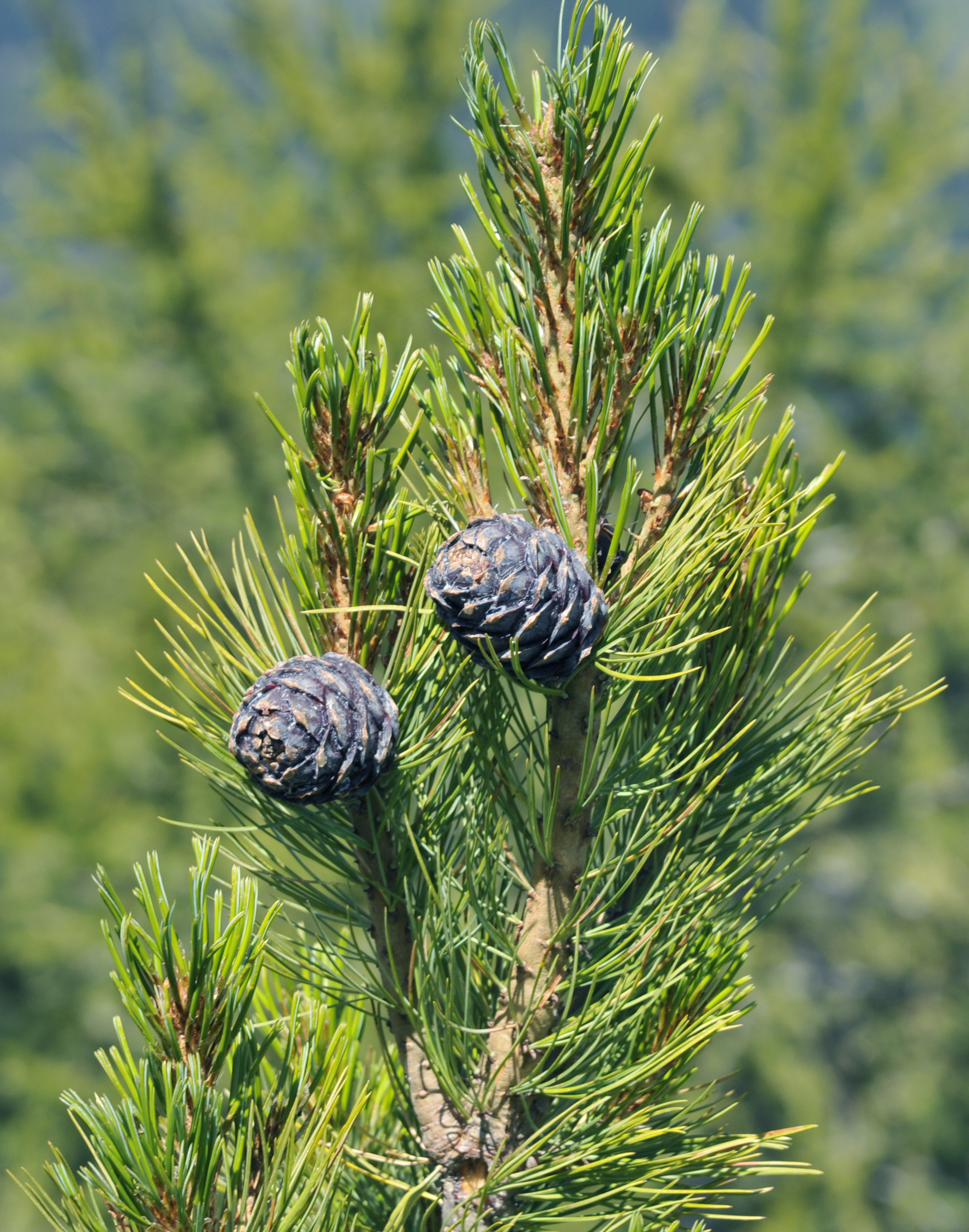
Igły i młode szyszki
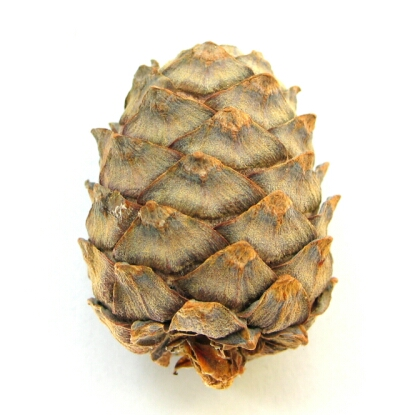
Szyszka
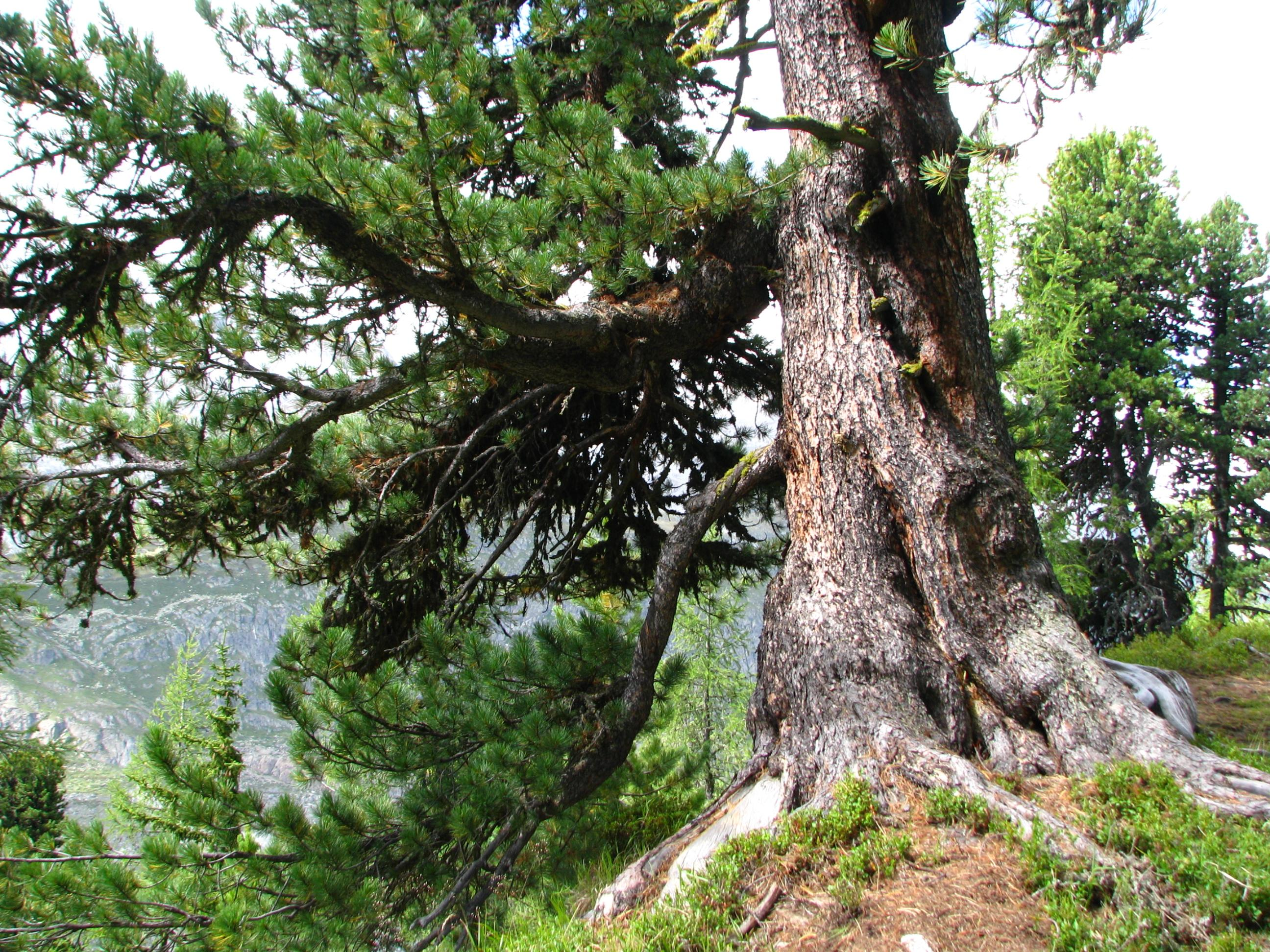
Pień
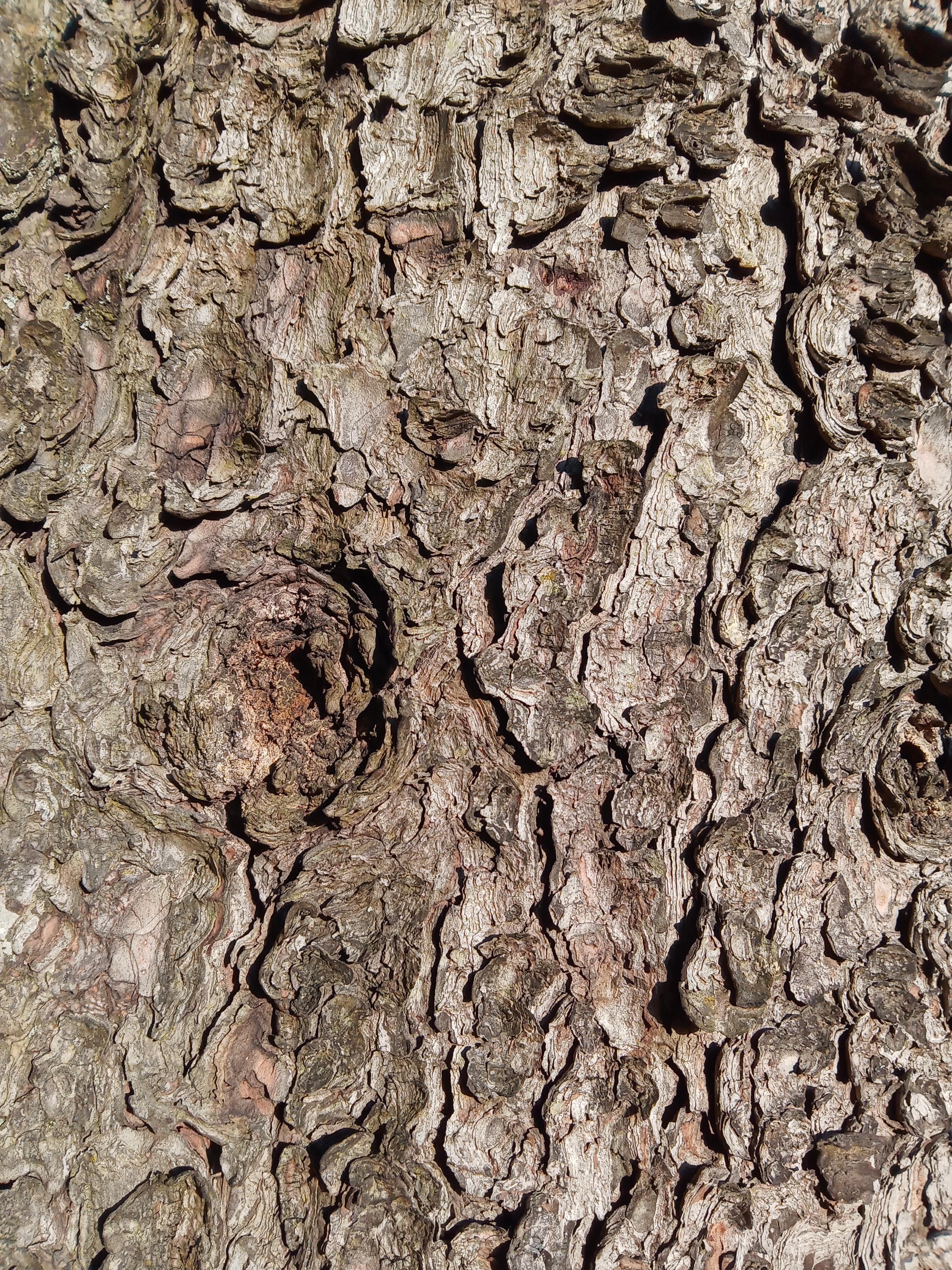
Kora drzewa w średnim wieku

Gatunki podobneSosna syberyjska (P. sibirica) jest podobna do limby (nierzadko zresztą traktowana jest jako jej odmiana), ale dorasta do 40 m, ma dłuższe igły sięgające 13 czy nawet 15 cm; nasiona o cieńszej i bardziej kruchej łupinie oraz większe szyszki do 13 cm długości. Także blisko spokrewniona i podobna jest sosna koreańska (P. koraiensis) wyróżniająca się jednak dwukrotnie większymi szyszkami, szerszymi i wyraźnie dwubarwnymi igłami, piłkowanymi także na wierzchołku.

## Biologia

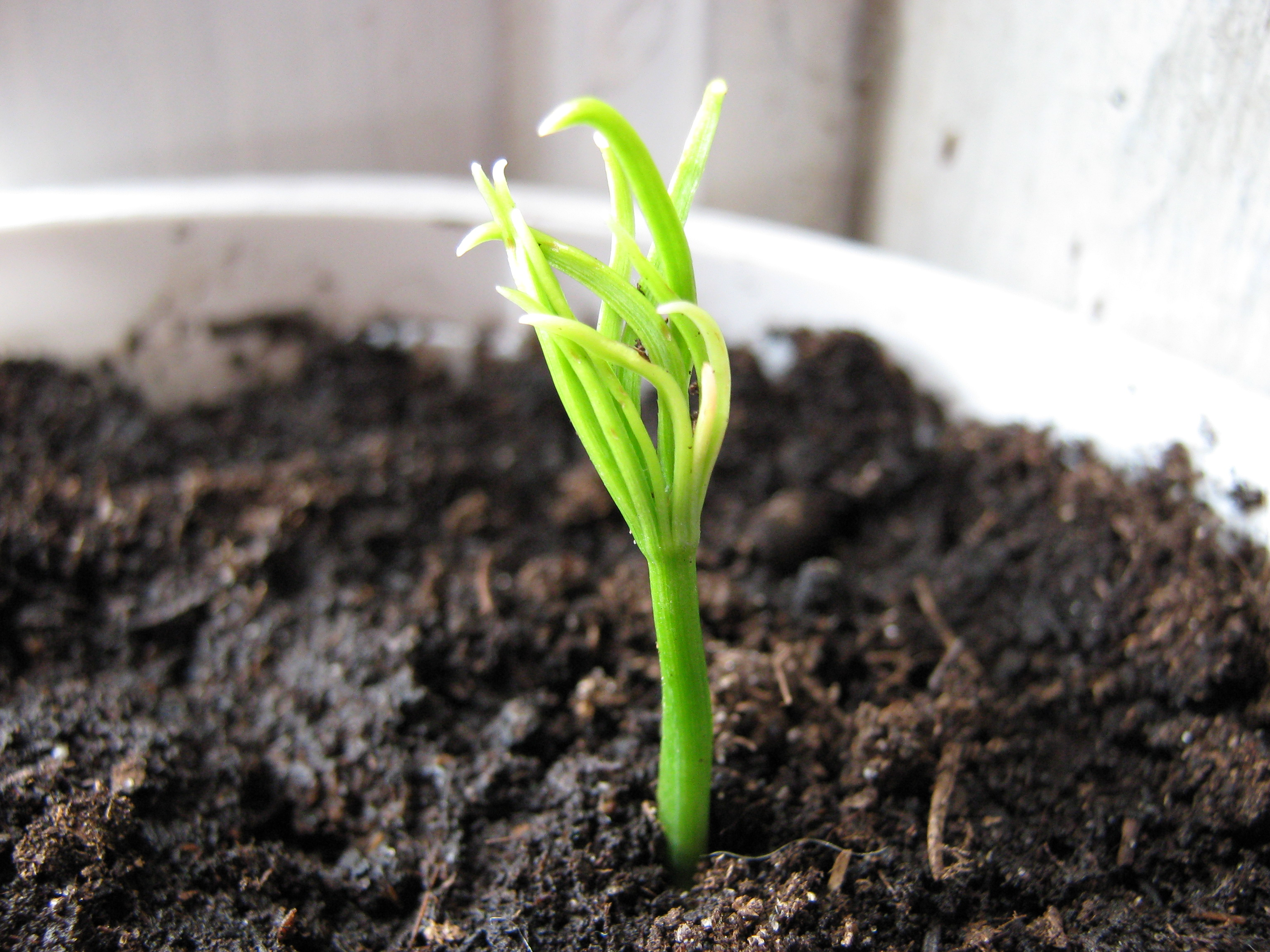
Siewka

### Rozwój
W warunkach naturalnych limba odnawia się z nasion. Nasiono kiełkuje na grubej warstwie butwiny lub w nagich szczelinach skalnych, gdzie wykształca spory korzeń pierwotny. Jest to możliwe dzięki dostatecznej ilości materiałów zapasowych zgromadzonych w stosunkowo dużym nasieniu. Siewki mają 11 (rzadziej 12, 13 lub 10) liścieni o długości 30–35 mm i szerokości do 1,5 mm. Część wierzchołkowa siewki stopniowo zaostrzona i lekko kłująca, na przekroju trójkątna. Część podliścieniowa ma wysokość 3–6 cm i jest gęsto bruzdowana. W pierwszym pęczku rozwija się 6 igieł. Korzeń siewki jest palowy i prawie nierozgałęziony. Często siewki wyrastają w kępkach po 2–20 sztuk, co wynika z przechowywania nasion w ziemnych schowkach przez żywiące się nimi ptaki. Takie grupowe kiełkowanie sprzyja małym limbom, które wzajemnie osłaniają się przed wiatrem i śniegiem. Z kępki pozostaje zazwyczaj jedna, dwie lub trzy najżywotniejsze limby, odporne na wiatr.
Limba jest drzewem wolno rosnącym. Trzyletnia siewka osiąga 10 cm wysokości, a pierwszy okółek gałęzi powstaje w piątym roku życia. W warunkach naturalnych może minąć 30 lat zanim osiągnie wysokość od 1,3 do 1,5 m, w wieku 50 lat dorasta do 2–4 m. Rosnące w górach limby stuletnie zwykle nie przekraczają 10 m wysokości. Kwitnie po raz pierwszy późno, bo w wieku ponad 60 lat, jednak okazy rosnące w niższych położeniach i uprawiane mogą zakwitać już po 25 latach. Jako gatunek jednopienny wykształca na tym samym drzewie kwiaty żeńskie i męskie, zebrane w osobne kwiatostany. Kwitnie i produkuje nasiona co 2–3 lata, ale obficie tylko raz na 4–10 lat. Pylenie następuje w czerwcu i lipcu (później w wyższych położeniach górskich, wcześniej w niższych). Pyłek jest przenoszony na szyszki żeńskie przez wiatr (anemogamia), aczkolwiek może również dojść do samozapylenia. Szyszki te dojrzewają po 2 latach (w trzecim roku) i opadają w całości. Szyszki rzadko otwierają się samoistnie. Po opadnięciu z czasem rozpadają się pod wpływem wilgoci lub są rozłupywane przez ptaki wyłuskujące nasiona. 
Limba jest drzewem wiecznie zielonym, igły pozostają na drzewie przez 3 do 6 (12) lat. W Szwajcarii zaobserwowano wzrost czasu długości życia igieł wraz ze wzrostem wysokości n.p.m., aż do 12 lat na najwyższych stanowiskach. Drzewo zazwyczaj żyje 200–400 lat, lokalnie 700-1000, maksymalnie do 1200 lat. Wiek okazu, rosnącego na wysokości 1610 m n.p.m. na południowo-zachodnich stokach Krywania w słowackich Tatrach, o wysokości 17,5 m i obwodzie w pierśnicy wynoszącym 300 cm, oceniono w 1986 r. nawet na ponad 1200 lat. Okaz został w ten sposób najstarszym drzewem Słowacji.

### Anatomia

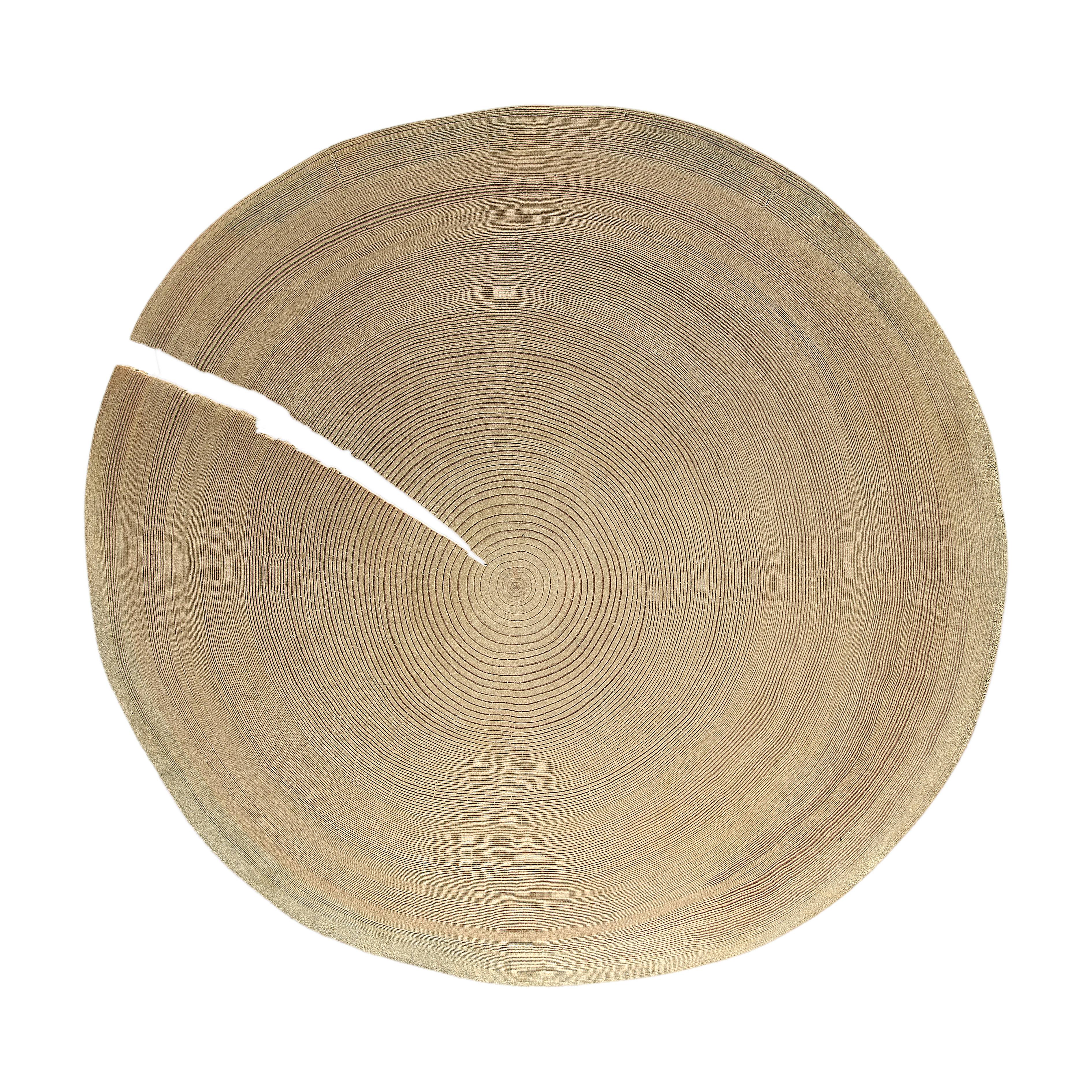
Drewno limby – przekrój poprzeczny przez pień

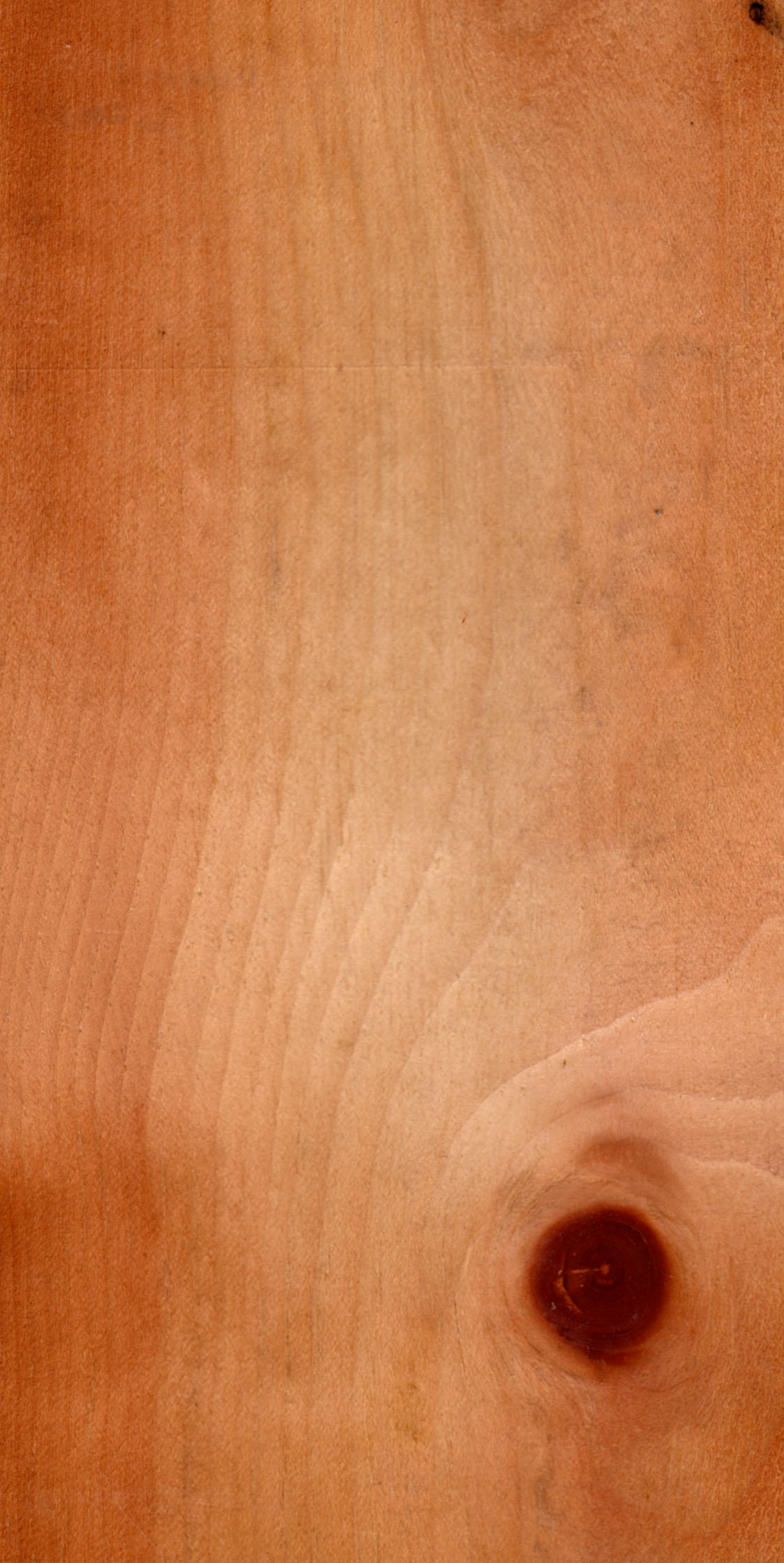
Drewno limby – przekrój podłużny styczny

LiśćLiście pokryte są grubą skórką utworzoną z drobnych, ale grubościennych komórek. Aparaty szparkowe występują wyłącznie na górnej (doosiowej) stronie igły. W liściach znajduje się jedna, centralna wiązka przewodząca i trzy kanały żywiczne (w narożnikach liści trójkątnych na przekroju). Wnętrze liścia między endodermą otaczającą centralną wiązkę a skórką wypełnia miękisz asymilacyjny. Wraz ze wzrostem wysokości (od 1300 do 2000 m n.p.m.) następują zmiany morfologiczne i anatomiczne w populacjach, m.in. średnia długość igły skraca się o ok. 30%, kutykula oraz warstwy epidermy i hipodermy igieł stają się coraz cieńsze.
DrewnoJest miękkie, lekkie, łupliwe, trwałe i składa się z żółtawego drewna bielastego i czerwonego twardzielowego. Struktura drewna jest jednolita. Biel tworzona jest z zewnętrznych, wąskich (do 1,5 mm szerokości) pierścieni rocznych w liczbie od 25 do 40. Poszczególne pierścienie są wyraźnie widoczne. Komórki drewna wczesnego osiągają do 2,8 mm długości i na przekroju o kształcie kwadratowym lub sześciokątnym osiągają do 40 μm średnicy. Cewki drewna późnego są spłaszczone i szerokość ich przekroju nie przekracza 16 μm. Grubość ścianek cewek jest zbliżona w przypadku drewna wczesnego i późnego. Promienie drzewne są wąskie i niskie. Drewno, kora, liście i szyszki limby obfitują w pionowe i poziome przewody żywiczne. Gęstość drewna limby jest umiarkowanie lekka i wynosi od 0,37 do 0,56 g/cm³.

### Fizjologia
Charakterystyczną cechą fizjologiczną limby jest bardzo duża lepkość protoplazmy. Dzięki niej komórki tego gatunku nie zamarzają nawet w temperaturze −60 °C, a procesy transpiracji i asymilacji przebiegają bez zakłóceń, niezależnie od warunków zewnętrznych. W efekcie produkcja suchej masy u limby jest regularnie rytmiczna. Rytmika związana jest z wyraźną odmiennością aktywności fizjologicznej w okresie letnim i zimowym. Limba redukuje ilość wody w liściach w trakcie zimy do niezbędnego minimum. Badania w Alpach (testy in situ na stanowisku w Austrii, 1950 m n.p.m.) wykazały, że średnia odporność na mróz w miesiącach zimowych (grudzień – luty) wynosiła −58,5 °C dla liści i −63,3 °C dla pąków, przy maksymalnej odporności do −75 °C dla liści i −70,3 °C dla pąków. Uzyskano zatem niższe temperatury niż w testach laboratoryjnych na oderwanych gałązkach. Po osiągnięciu tych skrajnych temperatur liście i pąki nie wznawiały wzrostu. Badania wskazały również, że wyższe temperatury powietrza lub ziemi występujące późną zimą powodują wzbudzenie drzewa, co obniża jego odporność na mróz, prowadzi do wcześniejszego pękania pąków i naraża wrażliwe młode pędy na ryzyko przemarznięcia. Odporność na mróz u młodych pędów limby jest porównywalna do innych gatunków drzew wysokogórskich. Pędy w fazie wzrostu ulegają uszkodzeniu przy temperaturze −4,8 °C.

### Genetyka
Liczba chromosomów wynosi 2n = 24.
Badania molekularne, przeprowadzone na kilku polskich i słowackich populacjach tatrzańskich pokazały, że są one dość jednorodne i reprezentują jedną pulę genową. Wykazują wysokie podobieństwo genetyczne (współczynnik podobieństwa genetycznego I = 0,97), brak jest markerów typowych dla poszczególnych populacji oraz mają porównywalny, bardzo niski poziom polimorfizmu. W populacjach występowały te same allele, a loci polimorficzne stanowiły 14,5%. W innych badaniach także obserwowano niski polimorfizm DNA wynoszący 14% (w populacji z Doliny Kościeliskiej) oraz 32% (w populacji z Doliny Gąsienicowej). Tak niski polimorfizm może wynikać z krzyżowania się osobników w obrębie niewielkiego obszaru i izolowanych populacji, co prowadzi do zawężenia puli genowej. Fragmentacja na małe populacje zwiększa także skłonność do chowu wsobnego. Wówczas zaistnienie zagrożeń środowiskowych, takich jak pożary, może narazić populacje na istotną utratę informacji genetycznej. W porównaniu z innymi populacjami karpackimi, sosny z Tatr i gór Retezat, mają i tak stosunkowo największe zróżnicowanie genetyczne. Położone dalej na wschód populacje cechują się coraz większym podobieństwem genetycznym, co tłumaczone jest ich najmłodszym wiekiem. Podobnie różnice w zróżnicowaniu genetycznym limb alpejskich pozwoliły wskazać jako refugium gatunku w czasie ostatniego zlodowacenia tereny położone na południowy wschód od Alp, skąd limby rozprzestrzeniły się w kierunku zachodnim i północnym.

## Ekologia

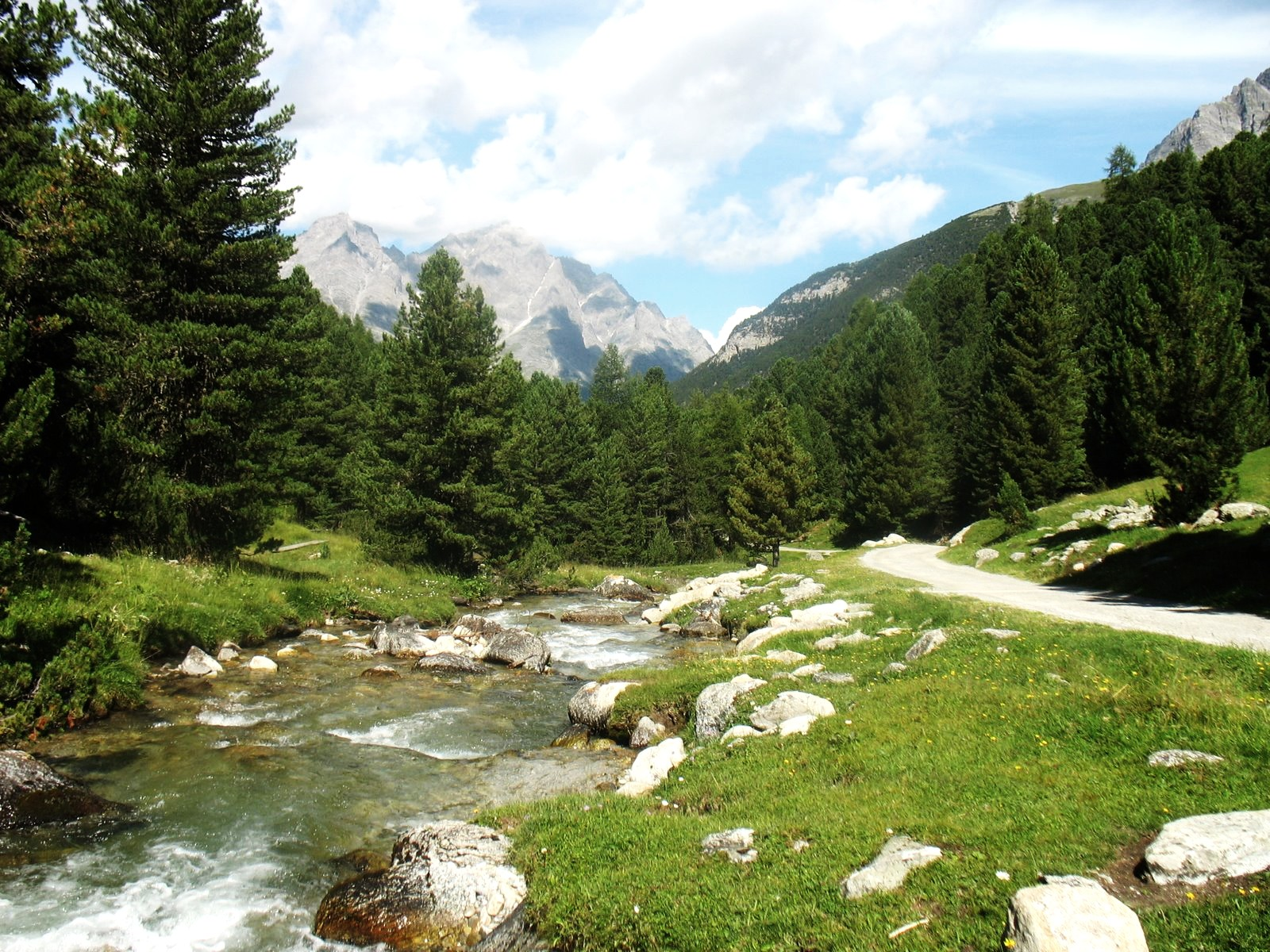
Limby w Dolnej Engadynie, Szwajcaria

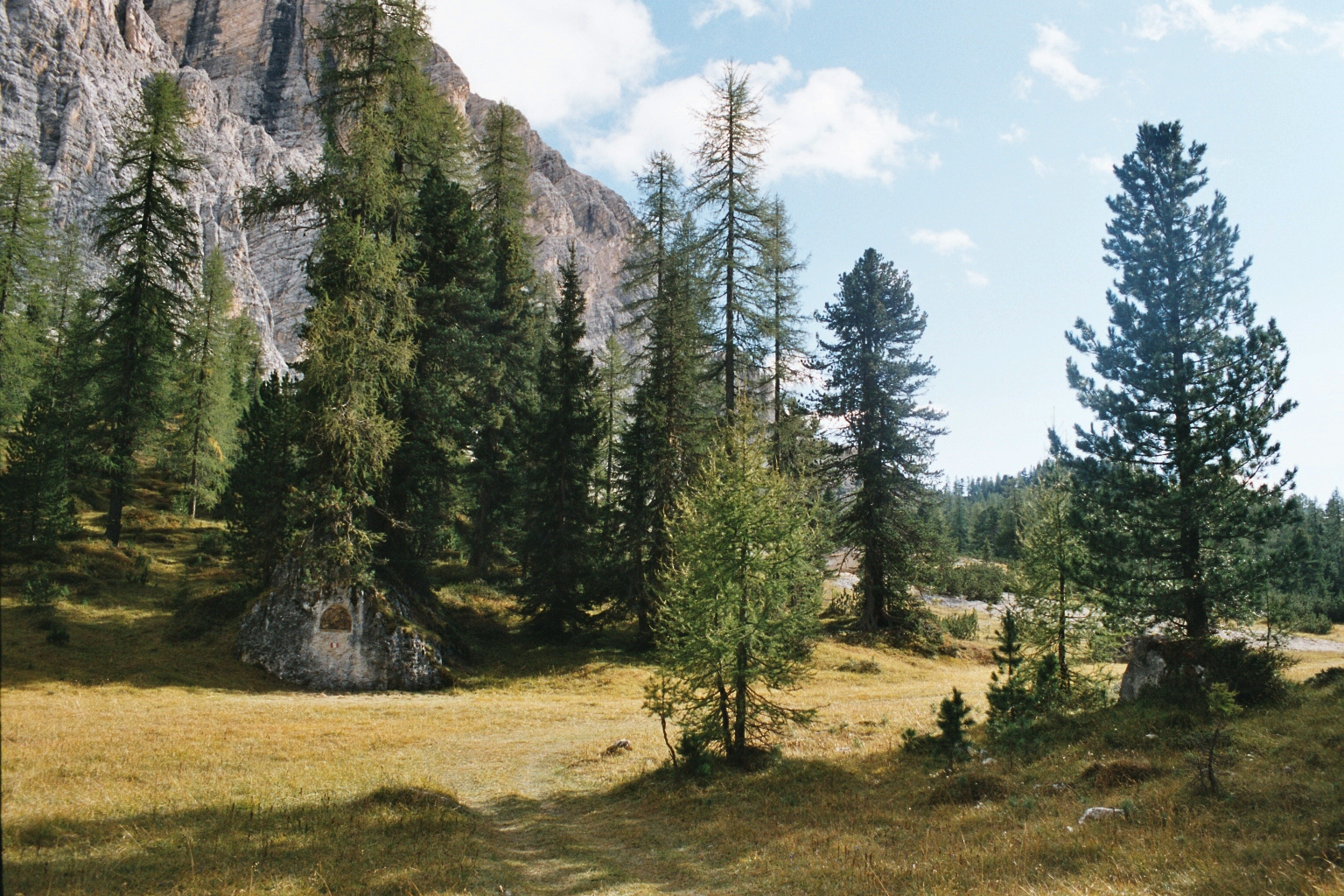
Pinus cembra, Larix decidua i Picea abies, Nature Park Fanes-Sennes-Prags, La Val, Włochy

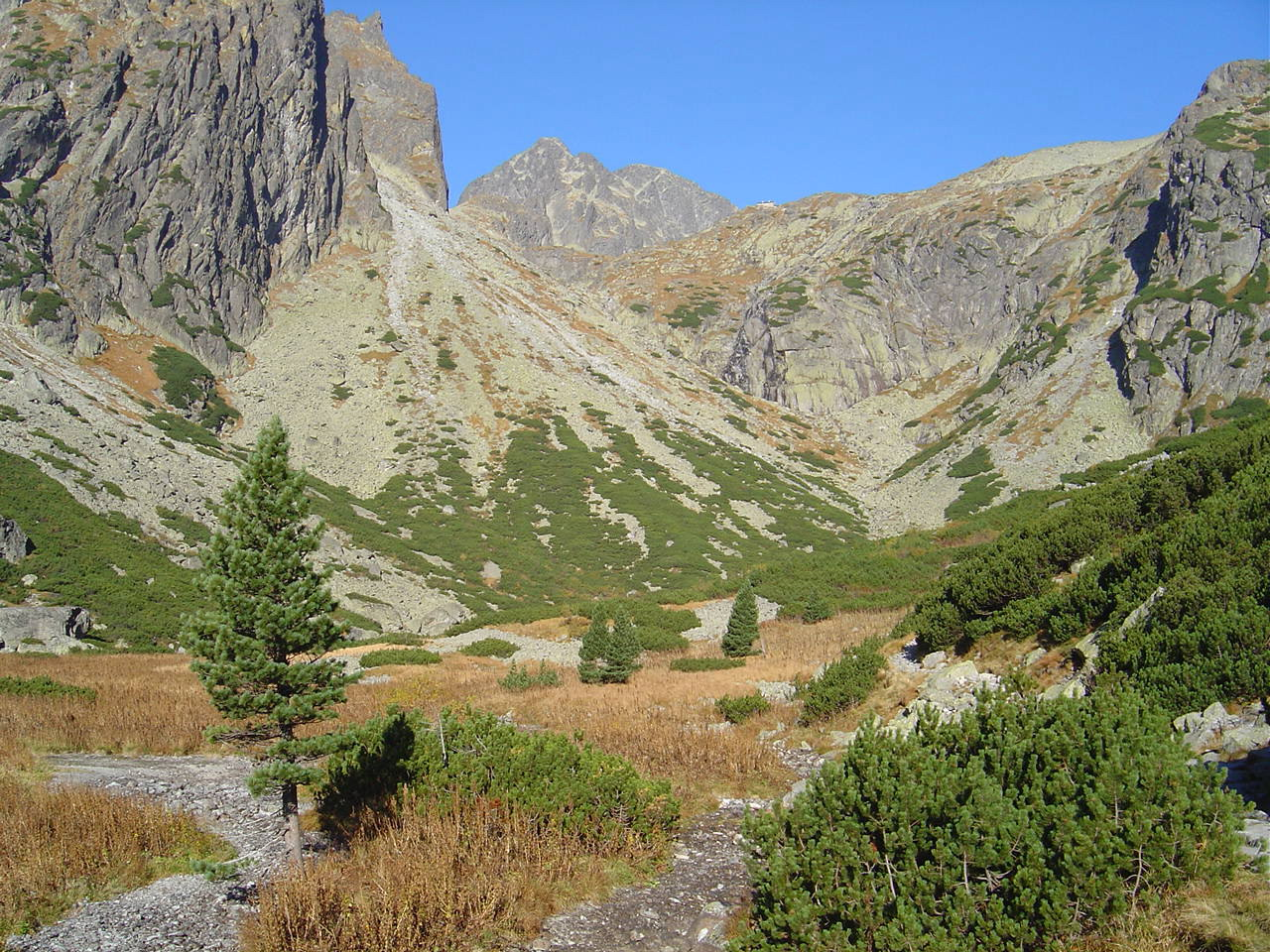
Limby w Dolinie Małej Zimnej Wody w Tatrach

### Siedlisko
Limba rośnie w reglu górnym, osiągając górną granicę lasu, gdzie jest gatunkiem dominującym, a także w piętrze subalpejskim. W Alpach formuje otwarte lasy, często razem z modrzewiem europejskim (Larix decidua) tworząc bory limbowo-modrzewiowe, powyżej piętra świerkowego.
Limba rośnie na skalistych zboczach, przeważnie na podłożu krystalicznym i kwaśnych glebach ubogich w składniki odżywcze, takich jak próchnica butwinowa, zajmując stanowiska zbyt niekorzystne dla świerka czy modrzewia. Siewki mogą kiełkować nawet w nagich szczelinach skał i dzięki obfitującym w materiały zapasowe nasionom są w stanie rozwinąć w takich miejscach silny korzeń pierwotny. Limby często wyrastają na występach skalnych, ponieważ w miejscach tych krócej zalega śnieg i do nich nasiona i szyszki znoszone są wiosną przez orzechówki. Drzewa wyrastające na wyniosłościach skalnych są przy tym lepiej zabezpieczone przed zniszczeniem przez lawiny śnieżne i zsuwające się kamienie. Optymalne warunki dla wzrostu limby dają jednak gleby głębokie i świeże, przy czym korzystniejsze jest podłoże bezwęglanowe. Dobrze rozwija się ten gatunek także na żyznych, glinianych i dobrze nawodnionych glebach nizin oraz na głębokich, śródleśnych torfach. Wymaga stosunkowo dużej wilgotności powietrza i sporych opadów, co zapewnia jej dobry wzrost, niemniej zbyt duże sumy opadów w lecie ograniczają przyrost na grubość. Najwyższe stanowiska alpejskie znajdują się na północno-zachodnich stokach, jednak najszersze zasięgi ma na stokach południowych i zachodnich. W Alpach Centralnych rośnie w umiarkowanie suchym klimacie subkontynentalnym na podłożu krzemionkowym, z opadami na poziomie 700–1000 mm rocznie, na północno-wschodnim krańcu Alp na podłożu wapiennym przy opadach 1500–2000 mm rocznie.
Sosna limba lubi miejsca nasłonecznione, ale wymaga mniej światła niż modrzew czy inne sosny, dzięki czemu może odnawiać się pod osłoną modrzewia. Słoneczne miesiące letnie zapewniające wysokie średnie temperatury powietrza, szczególnie w czerwcu i lipcu, sprzyjają tworzeniu szerszych słojów rocznych. Wskazuje to na wysokie wymagania gatunku co do letnich temperatur, chociaż równocześnie wystarczy mu okres wegetacji trwający 2,5 miesiąca. Limba znosi bardzo niskie temperatury zimowe, w warunkach laboratoryjnych dochodzące do –60 °C. Średnie roczne temperatury na jej siedliskach wynoszą 0 °C. Skoki temperatur nie zakłócają przebiegu procesów fizjologicznych. Młode drzewka są jednak wrażliwe na mróz i wymagają odpowiednio grubej pokrywy śnieżnej w czasie zimowych nocy. Limby nie zasiedlają przy tym miejsc i obszarów, na których śnieg długo się utrzymuje, ponieważ wolno rosnące drzewka w warunkach długotrwałego przebywania pod pokrywą śnieżną są bardziej narażone na ataki chorób wywoływanych przez grzyby.
Starsze drzewa są odporne na silne wiatry, zdarza się jednak, że ulegają wiatrołomom. Czasem złomy (śniegołomy) powoduje także nagromadzony mokry śnieg. Limby wykazują dużą odporność na wyładowania atmosferyczne, pomimo że po uderzeniu piorunem powstaje tzw. iskra wewnętrzna, która rozładowuje się między korą a drewnem. Znacznie bardziej zagraża to drzewu niż rozładowanie zewnętrzne idące po mokrej powierzchni u drzew o gładkiej korze, np. grabu.

### Interakcje międzygatunkowe

#### Sukcesja
Limbę, podobnie jak inne europejskie gatunki sosen subalpejskich, cechuje trwałość w zasiedlaniu skrajnych stanowisk wysokogórskich oraz zdolność do zajmowania terenów po pożarach. Zdolność ta jest jednak mocno zależna od silnego związku tej sosny z ptakami, jako agentami rozsiewającymi nasiona. Limba odnawia się intensywnie, o ile nie jest niszczona przez jelenie szlachetne lub zwierzęta gospodarskie, czy tłumiona przez trawy. Szybko opanowuje porzucone alpejskie pastwiska.
Wycinka drzew w średniowieczu na terenie Tyrolu w Austrii doprowadziła do zniszczenia tamtejszego pasa lasów limbowych, jednak od tego czasu limby rozprzestrzeniły się z powrotem na stoki, tworząc szeroką strefę przejściową powyżej granicy zwartego lasu.
W związku z powolnym wzrostem limba przegrywa walkę o światło w konkurencji z innymi gatunkami drzew. Jest jednak lepiej przystosowana do warunków wysokogórskich, dzięki czemu może tworzyć lasy mieszane ze świerkiem pospolitym (Picea abies) i modrzewiem europejskim (Larix decidua) oraz jednogatunkowe drzewostany powyżej granicy występowania tych gatunków. Często występuje razem z kosodrzewiną (Pinus mugo).
Na tempo i kierunek naturalnej sukcesji w biocenozach sosnowych mogą wpływać szkodniki. Na szwajcarskich stanowiskach sukcesja bywa opóźniana przez motyla z gatunku Zeirophera griseana, powodującego obumieranie młodych drzewek rosnących w podszycie lasów modrzewiowych (Larix decidua). Faworyzowany jest w takich warunkach modrzew, co opóźnia naturalną sukcesję z czystogatunkowych lasów modrzewiowych do klimaksowych lasów modrzewiowo-limbowych.

#### Mutualizm

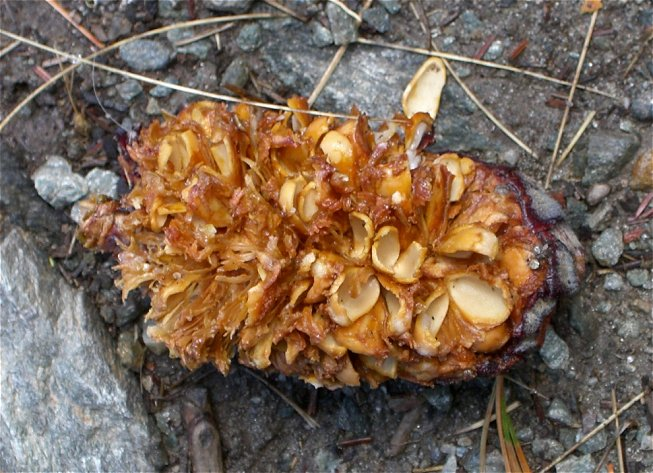
Szyszka wyłuskana przez orzechówkę

Nasiona limby są chętnie zjadane, a przy tym rozsiewane, przez wiewiórki i ptaki, m.in. orzechówkę zwyczajną (Nucifraga caryocatactes), krzyżodzioby i dzięcioły. Orzechówka wyłuskuje nasiona z szyszek i transportuje je w liczbie do 40 sztuk w swoim wolu. Zakopuje je następnie partiami po ok. 10 sztuk w ziemi jako zapas pożywienia na zimę. Jeden ptak może zebrać ok. 25 tysięcy nasion w ciągu roku. Orzechówka rozprzestrzenia nasiona na odległość do 15 km i na wysokość do 700 m od drzewa. Większość schowków jest opróżniana w czasie zimy i wiosną, a nasiona z tych niewykorzystanych często kiełkują. Taka współzależność drzew i ptaków jest typowa dla gatunków sosen o nasionach bez lub o znikomym skrzydełku. Związek limby i orzechówki jest podawany jako przykład koewolucji i mutualizmu.

#### Mikoryza

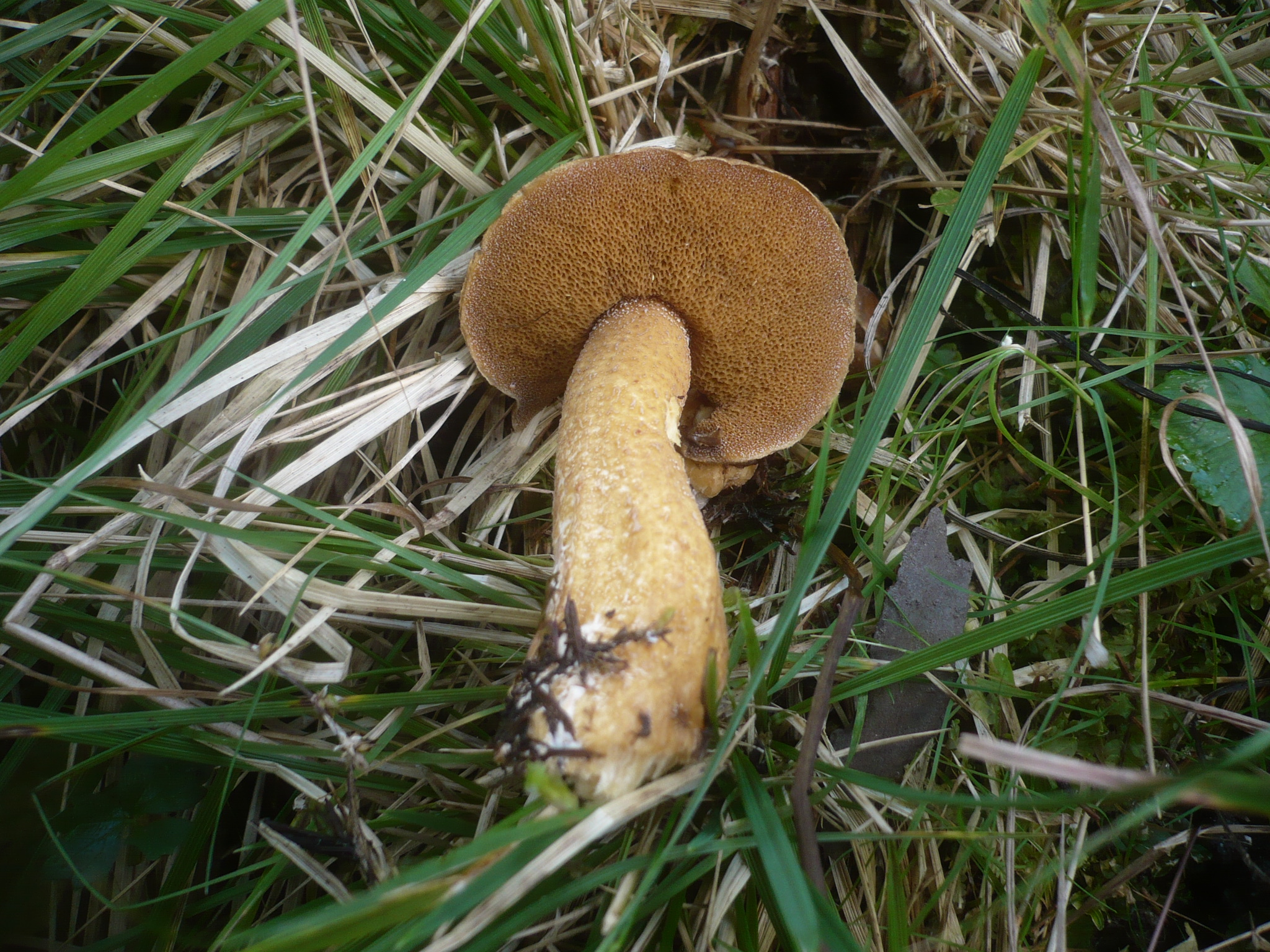
Maślak limbowy, Austria

Sosna limba wchodzi w związki mikoryzowe z szeregiem grzybów. Mikoryza poprawia kondycję drzewa i jest szczególnie ważna w pierwszych latach rozwoju. Badania materiału szkółkarskiego w Alpach wykazały wysoki procent sadzonek (w wieku 1–7 lat) nawiązujących ektomikoryzę (93–100%) oraz liczny zbiór mikoryzujących gatunków grzybów (12). Najczęściej w związek z limbą wchodzą gatunki z rodzaju Suillus: maślak limbowy (S. plorans), maślak syberyjski (S. sibiricus), maślak wejmutkowy (S. placidus) oraz rodzajów Wilcoxina i Tomentella, poza tym zasłonak krętonogi (Cortinarius flexipes), strzępiak porysowany (Inocybe rimosa), łojki (Sebacina), Melinomyces bicolor, strzępiak słodkogorzki (Inocybe dulcamara) i strzępkobłonka (Amphinema byssoides). Mikoryzujące maślaki wykształcają guzki oraz długie ryzomorfy, co pozwala znacznie zwiększyć zasięg grzybni i jest bardzo korzystne dla drzewa. Maślaki są dominującymi gatunkami mikoryzującymi z limbą w typowych warunkach subalpejskich.

#### Szkodniki
Na sośnie limbie żeruje ok. 20 gatunków owadów. Za największego szkodnika stanowisk alpejskich uważana jest wskaźnica modrzewianeczka (Zeiraphera diniana), motyl z rodziny zwójkowatych (Torticidae), który żeruje na modrzewiu, limbie i świerku. Larwy tego motyla mogą doprowadzić do defoliacji o różnym nasileniu, która często skutkuje obumieraniem młodych limb rosnących w zacienieniu, np. w podszycie lasów modrzewiowych w Szwajcarii. W Tatrach większe szkody powodowały tylko dwa gatunki – czterooczak limbowiec (Polygraphus grandiclava) i borecznik jasnonogi (Diprion pallipes), doprowadzając do zamierania gałęzi w pierwszym przypadku i ogołacania ich z liści w drugim. Z kolei żerowanie borecznika rudego (Neodiprion sertifer) wpływa hamująco na przyrost drzew. Owad ten zasiedla przeważnie młode drzewka (także sosny zwyczajnej, wejmutki, kosodrzewiny, sosny czarnej i innych) i składa jaja przy brzegach igieł. Larwy wylęgają się na wiosnę i przez maj i czerwiec zjadają stare igły, pozostawiając młode pędy. Poza tym limba jest głównym gospodarzem następujących owadów, uznawanych za jej szkodniki: borecznik podobny (Diprion similis), zakorek czarny (Hylastes ater) i cetyniec większy (Tomicus piniperda). Pomocniczo żeruje na niej także zwójka sosnóweczka (Rhyacionia buoliana) oraz niektóre kornikowate: polesiak obramowany (Hylurgops palliatus), kornik drukarczyk (Ips amitinus), kornik modrzewiowiec (Ips cembrae), kornik zrosłozębny (Ips duplicatus) i rytownik czterozębny (Pityogenes chalcographus). Tylko 5 gatunków, z czego 3 dość regularnie (Dioryctria abietella, Eupithecia abietaria i Cecidomyia pini), stwierdzane są na szyszkach limby, nie powodując jednak istotnych strat w nasionach.
Stosunkowo niedługa lista szkodników i niewielka ich szkodliwość tłumaczona jest zarówno odpornością limby, jak i wpływem surowych warunków klimatycznych na siedliskach zajmowanych przez limbę.
Młode limby bywają spałowane przez jelenie. Podczas zim ich kora bywa zgryzana także przez zające i gryzonie. Wiewiórki czasem niszczą szyszki jeszcze przed ich dojrzeniem.

#### Choroby
Sosny limby atakuje szereg patogenów grzybowych, wywołujących choroby, wpływających negatywnie na przyrost roczny i ogólną kondycję roślin. Limba jest głównym gospodarzem opieńki ciemnej (Armillaria ostoyae), grzyba pasożytniczego powodującego opieńkową zgniliznę korzeni. Dotyka jej także zamieranie pędów sosny, którą u limb wywołuje grzyb Gremmeniella abietina. Jego rasa europejska atakuje z reguły górne partie drzewa. Grzyb może rozwijać się pod pokrywą śniegu, w temperaturze bliskiej 0 °C, gdyż sprzyjają mu niska temperatura, duża wilgotność i fakt, że drzewo w okresie zimowym jest w stanie uśpienia. Siewki i młode drzewka mogą zamierać w pierwszym roku od infekcji, a starsze drzewa w ciągu kilku lat. Choroba znana jest w Europie od 1888 r. Symptomy infekcji to np. brązowienie i opadanie igieł, żółcenie podstaw igieł, zrakowacenia gałązek i zamieranie całych pędów. Groźny dla limby może być także grzyb Mycosphaerella pini niszczący igły oraz Sirococcus conigenus powodujący zamieranie pędów świerka, ale atakujący też sosny, szczególnie na wspólnych stanowiskach, przy dużej wilgotności. Rzadziej na limbach pasożytuje Crumenulopsis sororia powodujący powstawanie raków drzewnych na gałęziach, korzeniowiec drobnopory (Heterobasidion parviporum) oraz Sphaeropsis sapinea powodujący zasychanie wierzchołków pędów.
Sosnę limbę cechuje wysoka odporność na rdzę wejmutkowo-porzeczkową, chorobę sosen wywoływaną przez grzyb Cronartium ribicola.

### Fitosocjologia
W klasyfikacji fitosocjologicznej Pinus cembra znalazła się początkowo w zespole świerczyny górnoreglowej o nazwie Piceetum exelsae myrtilletosum, którego fację stanowi bór limbowo-świerkowy. W latach 70. XX wieku wyróżniony został osobny zespół górskiego boru limbowo-świerkowego Cembro-Piceetum Myczk. 1970, nazwany później Pino cembrae-Piceetum Myczkowski et Lesiński 1974. Zespół ten stanowi luźny bór świerkowy z domieszką limby i modrzewia europejskiego, rosnący w niewielkiej strefie przejściowej pomiędzy zwartym borem świerkowym regla górnego a zaroślami kosodrzewiny w Tatrach Wysokich, obejmujący także ich luźne skupienia (1500–1700 m n.p.m.). Skupiska te traktowane są w tym ujęciu jako relikt zespołu zbliżonego do zbiorowisk tworzących piętro limbowo-modrzewiowe w środkowych Aplach (Vaccinio-Pinetum cembrae). W tej klasyfikacji fitosocjologicznej zbiorowiska z P. cembra znajdują się w klasie Vaccinio-Piceetea, rzędzie Piceetalia abietis, związku Piceion abietis, podzwiązku Vaccinio-Piceenion, zespole Pino cembrae-Piceetum.
Współczesne monografie fitosocjologiczne nie wyróżniają zespołu Pino cembrae-Piceetum. Traktują jego zbiorowiska jako lokalną formę wysokościową zespołu acydofilnych zachodniokarpackich świerczyn górnoreglowych Plagiothecio-Piceetum (tatricum) lub jako rzadki składnik fitocenoz zespołu górnoreglowej świerczyny karpackiej Plagiothecio-Piceetum. Zbiorowiska tych zespołów są borami świerkowymi z niewielkim udziałem jarzębiny, a tylko w obrębie Tatr domieszkę może stanowić sosna limba i modrzew europejski. Limba jest uznawana za gatunek charakterystyczny dla związku zespołów Piceion abietis Pawł. et al. 1928 (określanego także jako Vaccinio-Piceion Br.-Bl. 1938), obejmującego zbiorowiska borów świerkowych lub jodłowych, oraz wyodrębnianego z niego podzwiązku Rhododendro-Vaccinienion, obejmującego głównie wysokogórskie zarośla kosodrzewiny i różaneczników.

## Systematyka i zmienność
Synonimy: Apinus cembra (L.) Neck., Pinea cembra (L.) Opiz, Pinus cembra subsp. communis Endl., Pinus cembra var. helvetica Lodd. ex Loudon, Pinus montana Lam., Pinus montana Salisb., Strobus cembra (L.) Moldenke.
Pozycja gatunku w obrębie rodzaju Pinus:
- podrodzaj Strobus
  - sekcja Quinquefoliae
    - podsekcja Strobus
      - gatunek P. cembra

Jest to jeden z pięciu gatunków sosen opisanych przez Linneusza w Species Plantarum (obok P. pinea, P. strobus, P. sylvestris i P. taeda). Sosna limba jest blisko spokrewniona z sosną syberyjską (P. sibirica) i niektórzy systematycy łączą te dwa gatunki w jeden Pinus cembra s.l. lub włączają sosnę syberyjską do sosny limby w randze podgatunku P. cembra subsp. sibirica (Du Tour) Krylov lub odmiany P. cembra var. sibirica (Du Tour) A.E. Murray. Oba gatunki cechują się znikomą odmiennością genetyczną, co świadczy o stosunkowo niedawnej specjacji mimo znacznej współcześnie dysjunkcji między ich zasięgami. Kolejnym gatunkiem blisko z nimi spokrewnionym jest sosna karłowa, zwana kosolimbą (P. pumila).
Zmienność wewnątrzgatunkowa jest bardzo mała. Znanych jest kilka niskiej rangi odmian, dwie formy i ok. 10 kultywarów.
Ze względu na wyraźnie rozczłonkowany zasięg wyróżnia się kilka odmian geograficznych, jednak ranga taksonomiczna i różnice morfologiczne są bardzo małe:
- var. helvetica Schenck – odmiana szwajcarska,
- var. carpatica Svoboda – odmiana karpacka (obejmuje zarówno populacje tatrzańskie, jak i wschodniokarpackie),
- var. tatrica Svoboda – odmiana tatrzańska,
- var. transsilvanica Svoboda – odmiana transylwańska (wschodniokarpacka).

Opisano dwie formy:
- f. prostrata Lämmermayr – forma wzrostowa o niskim wzroście (zwykle do 1,6 m) i mniejszych szyszkach (do 4 cm długości i 3,5 cm szerokości), występuje w Alpach,
- f. helvetica Clairville – forma szyszkowa pozbawiona antocyjanów, stąd szyszki początkowo są żółtozielone, później zielone. Stwierdzona w Szwajcarii i Tyrolu (być może tożsama z odmianą uprawną ‘Chlorocarpa’).

Spośród odmian uprawnych wyróżnia się:
- ‘Argentea’ – igły jasnozielone, podobna do ‘Viridis’,
- ‘Aurea’ – igły żółtawe,
- ‘Chlorocarpa’ – szyszki żółtozielone,
- ‘Columnaris’ – korona walcowata, gałęzie skierowane ku górze,
- ‘Compacta’ – korona regularna, stożkowata,
- ‘Globe’ – niska i gęsta (do 2 m) korona, igły grube z nalotem niebieskim,
- ‘Pygmaea’ – odmiana karłowa o niskim wzroście, krótkich gałęziach i igłach,
- ‘Viridis’ – igły żywozielone,
- ‘Variegata’ i ‘Aureovariegata’ – igły zielone i żółte oraz żółto-zielone.

Próby krzyżowania limby z innymi sosnami powiodły się tylko dla P. wallichiana oraz P. monticola. P. cembra ×P. wallichiana ma cechy pośrednie między gatunkami, w tym średnią odporność na rdzę wejmutkowo-porzeczkową (wyższą niż sosna himalajska) i średnie tempo wzrostu (wyższe niż limba). Hybryda P. cembra ×P. monticola wykazuje heterozję cech wzrostu.

## Nazewnictwo
Nazwa naukowa ustalona została przez Karola Linneusza w dziele Species Plantarum z 1753 roku. Nazwa gatunkowa cembra zapisywana jako Cembro obecna była także u wcześniejszych autorów i przyjęta została prawdopodobnie od włoskiej nazwy ludowej cembro. Nazwa rodzajowa Pinus przyjęta została za łacińską nazwą odnoszącą się do różnych gatunków iglastych stosowaną w starożytności. Wcześniejsi autorzy opisywali ten gatunek pod różnymi nazwami jako Pinus sylvestris montana tertia, Pinus sylvestris altera, Pinaster Belloni oraz Pinus carpatica. Na początku XVIII wieku stosowano też nazwę Libanum carpathicum w opisie gatunku jako rośliny leczniczej.
Polska nazwa zwyczajowa w najstarszych źródłach pisanych brzmi „linba” (np. tak wymieniony jest gatunek w Herbarzu Marcina Siennika z 1568). W XVIII wieku coraz częściej pojawia się zapis w formie „limba” i w XIX wieku jest już jedynym obecnym w publikacjach (czasem pojawiają się też określenia cedr, kedr lub kidr, ale to już jako nazwy ukraińskie stosowane przez ludność rusińską). Nazwa „limba” stosowana jest też w języku czeskim i słowackim, a w podobnym brzmieniu określana była przez Niemców karpackich (Linbaum i Limbaum), zanim rozpowszechniła się wśród nich nazwa niemiecka przybyła z zachodu – Zirbe, Zirbel i Zirbelkiefer (w XIX wieku). Nazwa ze średnio-wysoko-niemieckiego (Linbaum, Linbam, Limboum), od której być może wywodzą się nazwy słowiańskie, oznacza „drzewo żywiczne” (niem. leim – żywica) i nawiązuje do przesycenia drewna wielką ilością wonnej żywicy. Alternatywne wyjaśnienie pochodzenia nazwy łączy ją z rumuńskim słowem limbă znaczącym „język” (z łac. lingua). Nazwa nadana miała być temu gatunkowi i rozpropagowana przez pasterzy wołoskich w nawiązaniu do językowatej (długiej i wąskiej) korony drzewa. Hipotezę tę uprawdopodobania to, że ta sama nazwa na Rusi Zakarpackiej stosowana jest wobec topoli włoskiej, także cechującej się tego typu koroną.
W wykazie roślin polskich porządkującym mianownictwo zwyczajowe gatunek opisany jest jako „sosna limba” z nazwą skróconą „limba” jako poboczną. W piśmiennictwie bywa też stosowana nazwa alternatywna „limba europejska”.

## Zagrożenia i ochrona

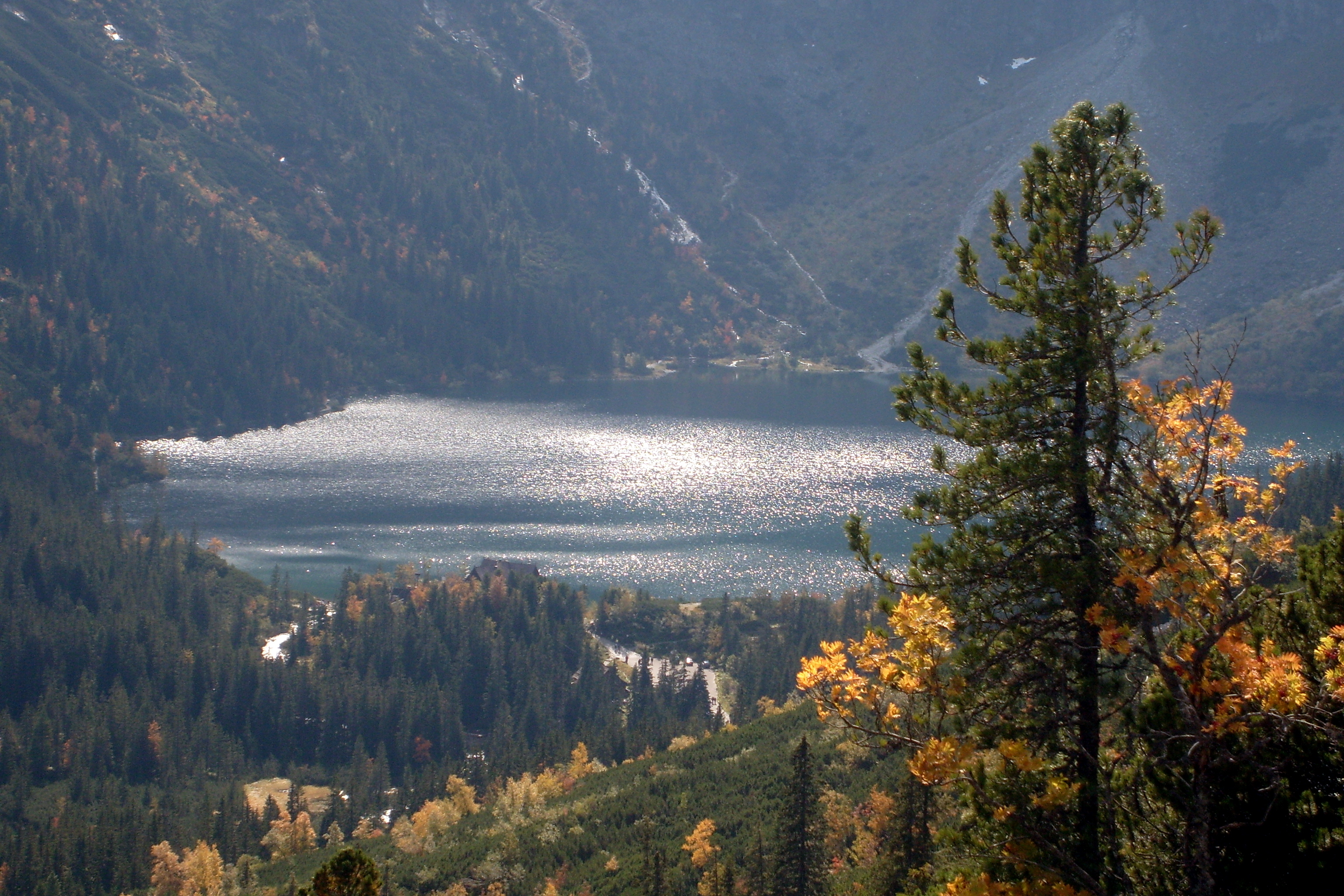
Sosna limba nad Morskim Okiem w Tatrzańskim Parku Narodowym

Międzynarodowa Unia Ochrony Przyrody (IUCN) przyznała temu gatunkowi kategorię zagrożenia w skali całego świata LC (least concern), czyli jest gatunkiem najmniejszej troski, niespełniającym kryteriów gatunków zagrożonych. Sosna limba nie znalazła się także na Czerwonej liście roślin Polski.
Zagrożeniem dla gatunku była w przeszłości wycinka drzew w celu pozyskania cennego surowca drzewnego (używanego do wyrobu mebli i w rzeźbiarstwie) oraz obszarów pod pastwiska. Działanie to doprowadziło do znacznego ograniczenia naturalnego zasięgu P. cembra do niewielkich stanowisk w trudno dostępnych rejonach gór. Na przełomie XIX i XX wieku Towarzystwo Tatrzańskie chcąc odnowić populacje limby w Tatrach, przeprowadziło akcję nasadzeń na różnych obszarach w granicach obecnego Tatrzańskiego Parku Narodowego. Były to limby niewiadomego pochodzenia, posadzone m.in. na Świńskiej Turni w Dolinie Kościeliskiej. Podobne działania nasadzeń i wysiewu limb niewiadomego pochodzenia po słowackiej stronie Tatr podejmowało w drugiej połowie XIX wieku Węgierskie Towarzystwo Karpackie. Jest to sprzeczne ze współczesnymi strategiami ochrony, które zalecają eliminowanie z danej flory elementów dla niej obcych, żeby zapobiegać erozji zasobów genowych. Z drugiej strony małe, izolowane populacje w Tatrach narażone są na chów wsobny, również niekorzystny. Badania molekularne wykazały jednak, że populacje z Doliny Kościeliskiej, pochodzące z nasadzeń, nie różnią się od tych rodzimych. W związku z zaobserwowanym ich wymieraniem (10% w ciągu 15 lat) postulowane jest przygotowanie dla nich planu ochrony.
Naturalne stanowiska limby oraz sztuczne nasadzenia w Tatrach chronione są na terenie Tatrzańskiego Parku Narodowego i gatunek nie jest w Polsce zagrożony. Najliczniej występuje w pobliżu Morskiego Oka i Doliny Roztoki. Natywne, tatrzańskie populacje limby znajdują się m.in. na Hali Gąsienicowej i Wołoszynie po stronie polskiej oraz na Kazalnicy Łomnickiej i w Dolinie Młynickiej po stronie słowackiej.
W Alpach, według IUCN, zagrożeniem w XXI wieku jest coraz bardziej masowa turystyka narciarska, która wiąże się z rozbudową infrastruktury towarzyszącej. Prowadzi to do fragmentacji lasów i utrudnia naturalne odnawianie się populacji. W związku z przewidywaniami zmianami klimatycznymi w ciągu XXI wieku, w zależności od modelu oczekuje się różnego zwiększenia górnej granicy zasięgu pionowego, przy jednoczesnym wzroście konkurencji innych gatunków na niższych wysokościach. W sumie ocenia się, że gatunek straci od 53% do 72% swoich siedlisk, choć jednocześnie za podstawowy czynnik dla kształtowania się przyszłych zasobów gatunków wskazuje się gospodarkę leśną.
Na terenie Polski limba podlegała ścisłej ochronie gatunkowej nieprzerwanie od 1946 roku do roku 2014, kiedy to została objęta ochroną częściową. Chroniona jest także na Słowacji od 1958 roku.
Okazy sosny limby, tak jak i innych drzew, mogą być objęte w Polsce ochroną prawną jako pomniki przyrody. Rekomendowana jest ochrona pomnikowa drzew, których obwód w pierśnicy jest większy niż 150 cm. Przykłady pomnikowych limb:
- drzewo przy schronisku na Jaworzynie Krynickiej, według miejscowych posadzone przez adiutanta Józefa Piłsudskiego. Przy tej limbie znajduje się przystanek nr 4 ścieżki przyrodniczo-edukacyjnej „Na stoku Jaworzyny Krynickiej”[77],
- okaz w miejscowości Liskowate (obwód 170 cm, wysokość 15,5 m),
- dwa drzewa w Jedlinie-Zdroju – przy ul. Cmentarnej i przy ul. Poznańskiej.

Zespół roślinny Pino cembrae-Piceetum, wyodrębniany przez niektóre źródła fitosocjologiczne, jest podstawą do wyróżnienia siedliska przyrodniczego, wymagającego ochrony w obszarach Natura 2000, pod kodem 9420 – górski bór limbowo-świerkowy. Całość obszaru występowania tego boru w Polsce jest objęta ochroną ścisłą w Tatrzańskim Parku Narodowym. Lasy limbowe chronione są także w sieci parków narodowych i rezerwatów także na pozostałych stanowiskach wyspowych w Karpatach na terenie Rumunii, z największą populacją w granicach Parku Narodowego Retezat. Także w Alpach limba jest przedmiotem ochrony w Szwajcarskim Parku Narodowym, w parkach narodowych Austrii (zwłaszcza w Wysokich Taurach) i we Włoszech (Park Narodowy Stelvio).
W 2021 roku gatunek znajdował się w kolekcjach 319 ogrodów botanicznych, arboretów i banków nasion.

## Zastosowanie

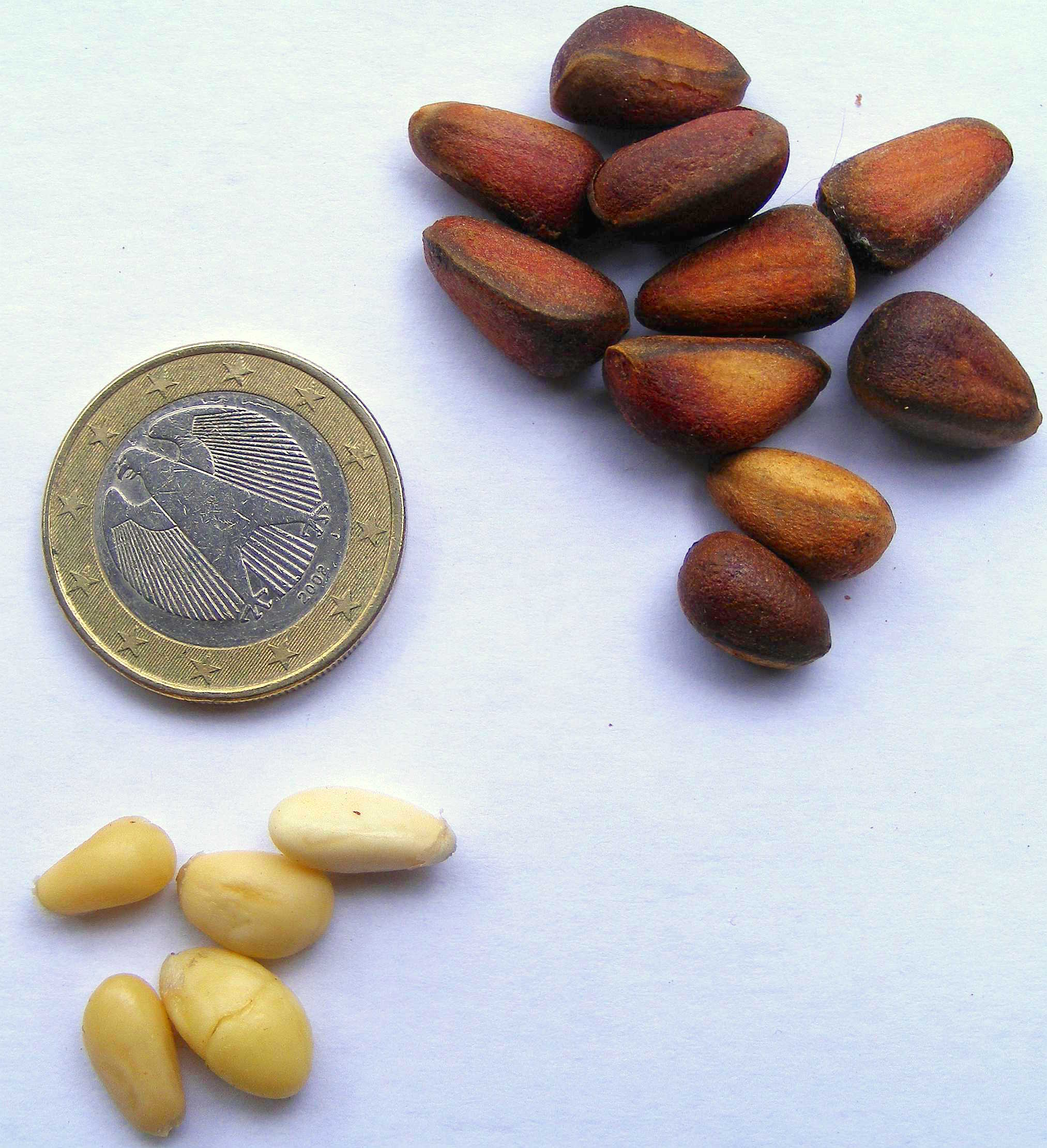
Jadalne nasiona, na dole wyłuskane z łupiny

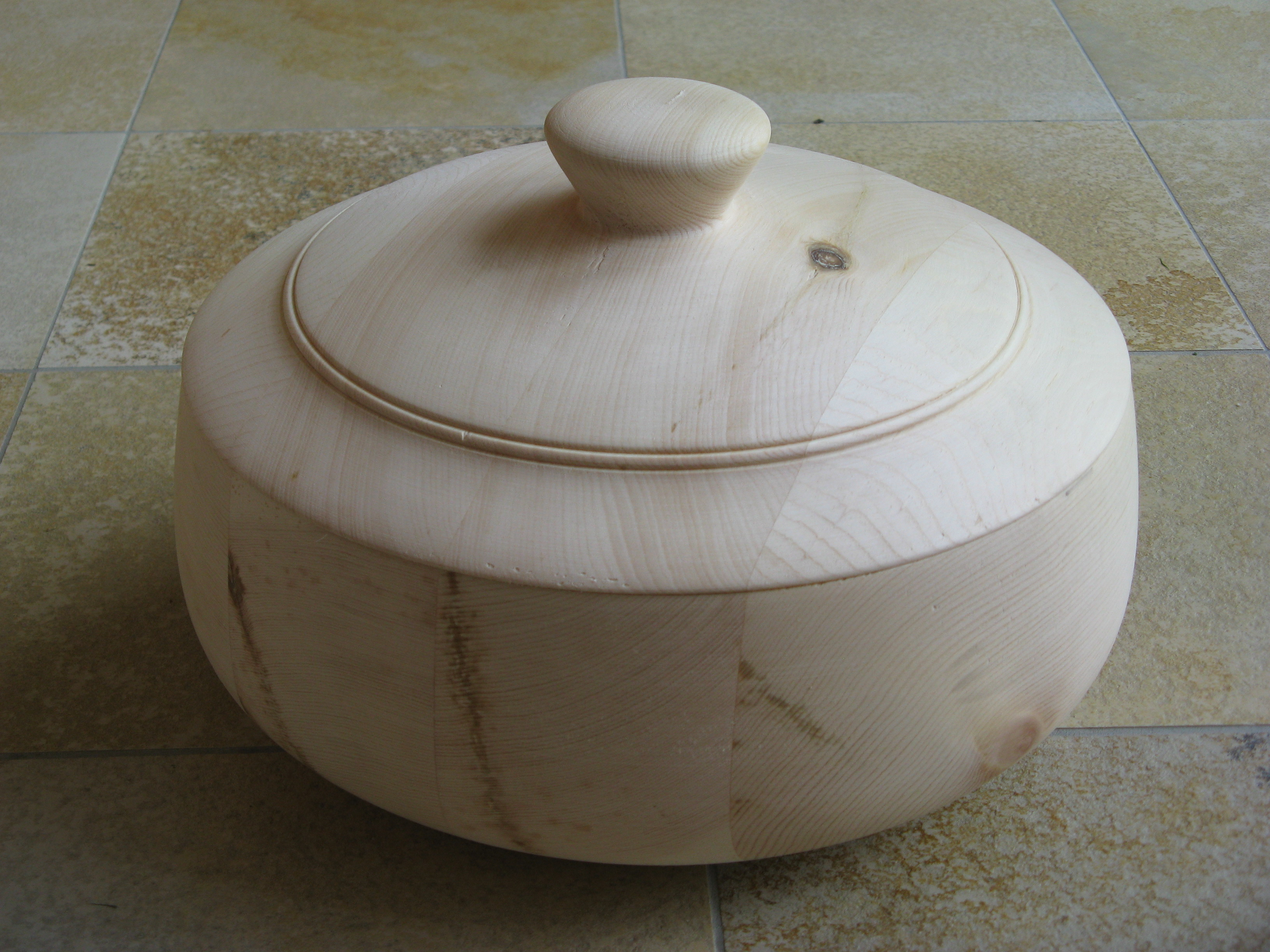
Naczynie z drewna limbowego

Roślina ozdobnaDrzewo ozdobne, dekoracyjne ze względu na gęstą i regularną koronę ugałęzioną do ziemi, wykształcaną, gdy rośnie jako soliter. Dawniej gatunek był częściej sadzony i stare okazy spotykane są w parkach, najczęściej dworskich, zarówno w Polsce, jak i w innych krajach, np. w Anglii. Ze względu na wolny wzrost niegdyś wiele młodych drzew było wykopywanych w górach i przesadzanych do ogrodów i lasów poza nimi. Od połowy XX wieku gatunek jest jednak rzadko sadzony w celach ozdobnych. Zalecany jest tymczasem ze względu na swoje niskie wymagania, odporność i plastyczność. Sosna ta polecana jest do kontrastowego zestawiania z gatunkami o jasnym ulistnieniu i budynkami o jasnych ścianach. Rekomendowana jest w szczególności do sadzenia na terenach zielonych w górach – przy schroniskach i wśród zabudowy wypoczynkowej. Limba wykorzystywana jest także do formowania bonsai.
Surowiec drzewnyDrewno limby jest miękkie i łatwe w obróbce, lekkie i trwałe (w tym odporne na uszkodzenia od owadów) oraz specyficznie aromatyczne, ze względu na silną woń żywiczną. Jest bardziej łupliwe niż drewno sosny pospolitej, ma małą twardość, dobrze wchłania politurę, ma bardzo małe i prawie czarne sęki, jego powierzchnia jest gładka i połyskliwa. Z powodu swych właściwości było od dawna bardzo cenione i wszechstronnie wykorzystywane w stolarstwie, meblarstwie i rzeźbiarstwie. Z powodu silnej woni odstraszającej owady, z desek limbowych górale podhalańscy wyrabiali skrzynie i szafy używane do przechowywania ubrań, dokumentów i książek. Z drewna limby wytwarzano różne inne meble i narzędzia oraz instrumenty muzyczne. Bardzo dobrze nadaje się do wyrobu ołówków. Jako surowiec budowlany limba wykorzystywana była w Karpatach Wschodnich. Żywicę dodawano do kadzideł.
Wysokogórskie drzewostany sosny limby w Tyrolu, w szczególności w dolinie Viggartal, zostały w znacznym stopniu wycięte już w średniowieczu. Pozyskane w ten sposób drewno przeznaczano głównie na potrzeby rozwijającego się górnictwa.
Z powodu ochrony prawnej gatunku i jego siedlisk wykorzystanie limby jako surowca drzewnego zostało znacznie ograniczone w XX wieku.
Współcześnie surowiec drzewny z limby pozyskiwany jest głównie w obszarach jej masowego jeszcze występowania. Tak jest w austriackim Tyrolu, gdzie limba wciąż ma istotny udział w tamtejszych lasach. Zasoby tego gatunku obliczane są tam na 2,6 miliona m³, roczny przyrost wynosi 41 tys. m³, z czego pozyskiwanych jest ok. 7 tys. m³.
Nasadzenia biotechnicznePowolny wzrost limby sprawia, że jest cennym drzewem o działaniu przeciwlawinowym w warunkach subalpejskich i ograniczającym skutki powodzi w górach. Wysadza się w tym celu limby w postaci kilkuletnich sadzonek. Wykazują one większą żywotność, całościowo szybszy i wyższy wzrost niż sadzonki modrzewia, jarzębiny czy olszy zielonej. Obecność limby w drzewostanach iglastych ze świerkiem i modrzewiem, działa osłaniająco i podwyższa ich odporność na działanie wiatru, ograniczając występowanie wiatrołomów i wywrotów.
Roślina jadalnaNasiona limby zwane „orzeszkami” mają smak opisywany jako przyjemny. Zbieranie nasion sosen przez ludzi jako pokarmu ma długą historię. W Europie i Azji nasiona limby, sosny syberyjskiej, koreańskiej i pinii były pozyskiwane z naturalnych drzewostanów od czasów prehistorycznych. W XX wieku nasiona limby i sosny syberyjskiej były popularne na Syberii i eksportowane do Norwegii. W okresie zimowym nasiona sosen stanowiły miejscami podstawowe źródło pożywienia. Dawniej nasiona limby także w Tatrach zbierano w większych ilościach i np. sprzedawano na targu w Liptowskim Gródku. We Włoszech poza spożywaniem nasion, ich łupiny używane są do aromatyzowania i barwienia napoju grappa.
Roślina leczniczaLimba wykorzystywana była dawniej jako roślina lecznicza ze względu na swą zdolność do zabliźniania ran i żywotność. W praktykach znachorskich stosowano korę, popiół i nasiona tego gatunku. W Tatrach limbowe orzeszki uważane były za skuteczne lekarstwo przeciw gruźlicy. Przed połową XVII wieku Christian Augustini ab Hortis odkrył olej limbowy, który następnie był wytwarzany i oferowany jako lek w okolicy Tatr do początków XIX wieku. Wcześniej zrezygnowano ze stosowania w praktykach leczniczych innych produktów pochodzących od limby. Olej limbowy (oleum limbae, oleum libani) nazywano też balsamem karpackim (balsamum carpathicum). Do jego wyrobu wykorzystywano pędy, rzadziej korę i drewno. Stosowany był zewnętrznie i wewnętrznie. Późniejsze badania zawartości związków fenolowych oraz działania przeciwutleniającego i przeciwbakteryjnego wyciągów z kory i igieł sosny limby wykazały, że wyciąg z kory ma wyższą zawartość fenoli i flawonoidów niż ekstrakt z igieł. Oba wyciągi, przy czym wyciąg z kory silniej, działają hamująco na rozwój bakterii i grzybów: gronkowca złocistego (Staphylococcus aureus), Sarcina lutea, Bacillus cereus, pałeczkę okrężnicy (Escherichia coli), pałeczkę ropy błękitnej (Pseudomonas aeruginosa) i Candida albicans.
DendrochronologiaSosna limba jest głównym gatunkiem drzewa, obok modrzewia europejskiego i świerka pospolitego, wykorzystanym do ustalenia najdłuższej na świecie ciągłej skali dendrochronologicznej obszarów wysokogórskich, nazwanej przez autorów EACC (ang. Eastern Alpine Conifer Chronology). Skala ta obejmuje 9111 lat (od 7109 p.n.e. do 2002 n.e.) i powstała na podstawie analizy próbek z miejsc zlokalizowanych powyżej 2000 m n.p.m., głównie w Alpach Wschodnich.

## Uprawa

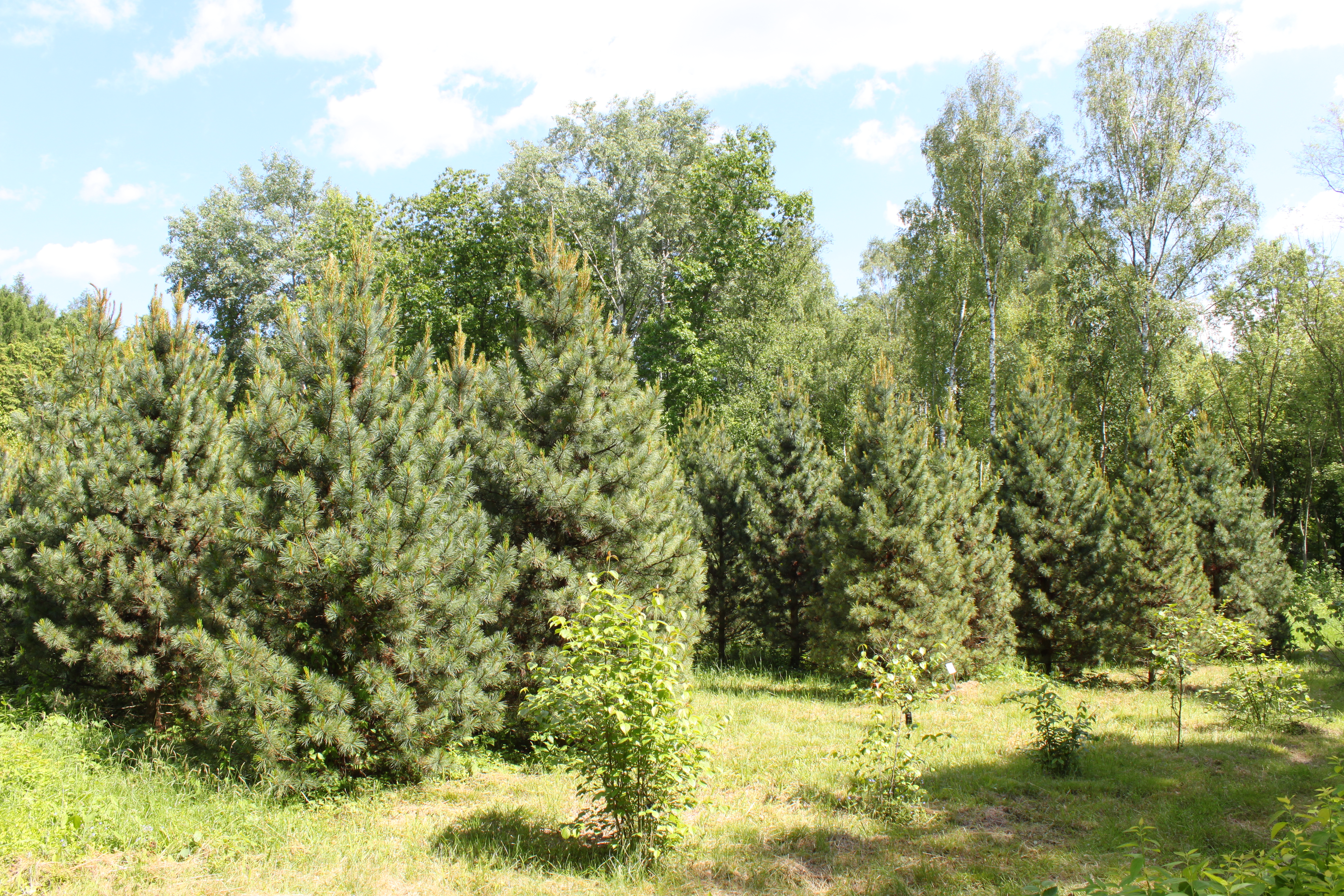
Limby uprawiane w Arboretum w Rogowie, wiek drzew wynosi 18 lat

WymaganiaDrzewo bardzo odporne na silne wiatry, szkodniki i choroby, dobrze znosi bardzo niskie temperatury, okiść i warunki miejskie, a nawet rośnie bez problemów na terenach przemysłowych. Najlepiej jednak udaje się na glebie żyznej i świeżej oraz w klimacie wilgotnym. Źle rośnie na glebie ciężkiej i w miejscach podmokłych. Problem sprawić może opieńka miodowa w przypadku posadzenia tego gatunku na gruntach poleśnych. Ponieważ drzewo to ma duże wymagania świetlne i wolno rośnie – należy je sadzić w dużej odległości od innych drzew, ewentualnie w sąsiedztwie odmian niskorosnących.
RozmnażanieZalecane jest szczepienie zrazów na podkładkach z sosny zwyczajnej, ponieważ przyśpiesza to wzrost dwukrotnie. W dodatku, jeśli użyje się zrazów z górnej części korony starego drzewa, można uzyskać młody okaz szyszkujący już po 3–5 latach. Chcąc uzyskać siewki limby, należy dwuletnie szyszki zebrać w drugiej połowie września. Po wyłuskaniu nasion można je wysiać od razu, ewentualnie po poddaniu stratyfikacji wysiać na przełomie kwietnia i maja. Ze względu na wyjadanie kiełkujących nasion przez gryzonie i ptaki – warto miejsce uprawy przed nimi zabezpieczyć.

## Obecność w kulturze

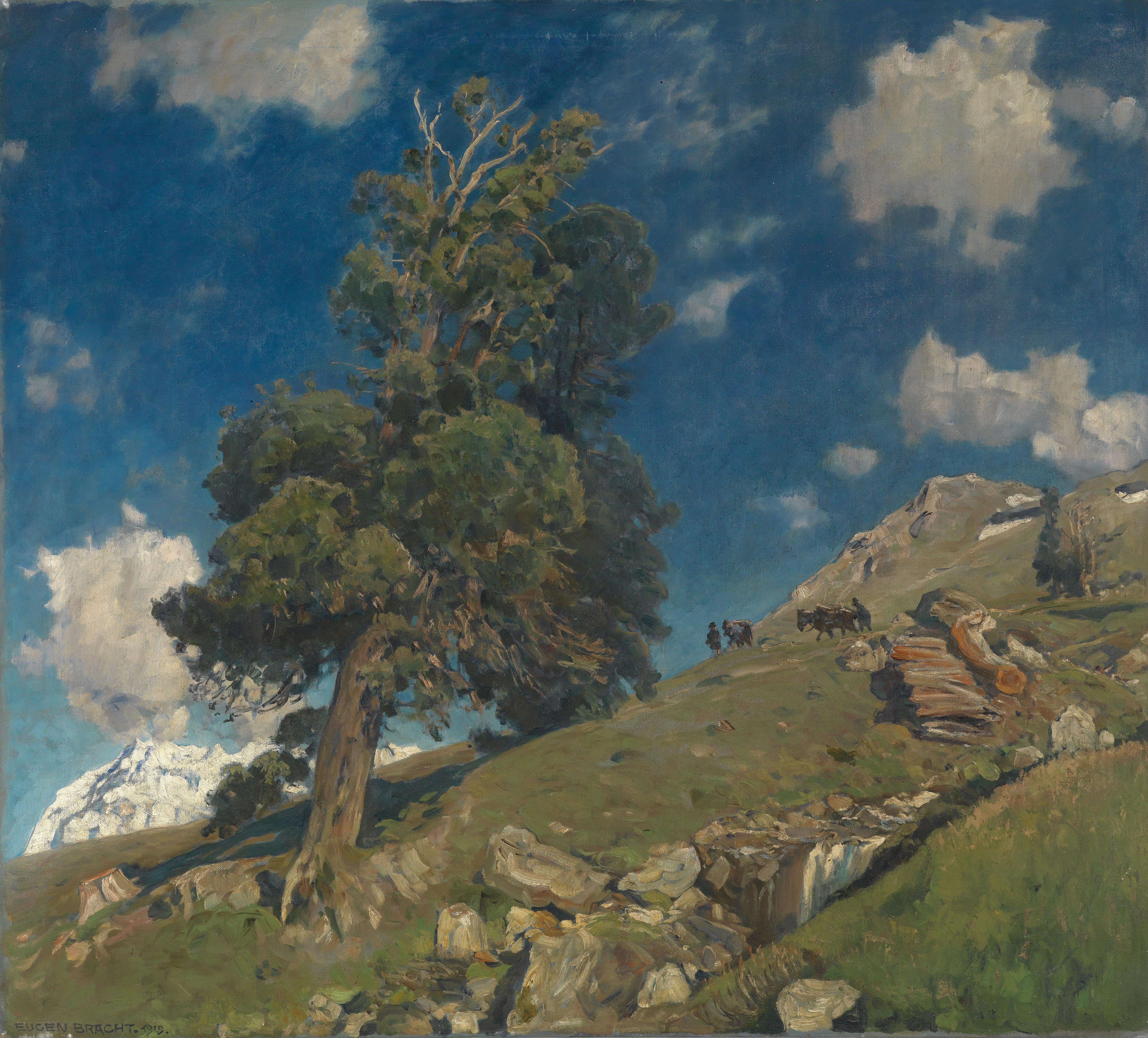
Limba na obrazie „Monte Rosa und Arven” Eugena Brachta, 1919

Ze względu na zasięg ograniczony do wysokich partii gór, limba nie odgrywa takiej roli w kulturze jak wiele innych gatunków drzew środkowoeuropejskich. Co ciekawe jest też dość rzadko obecna w ludowej twórczości podhalańskiej.
Wśród nielicznych starych tekstów ludowych w różnych zbiorach zachowały się takie zwrotki dotyczące limby:

(...)

Gotuj kołysecke z drzewa limbowego,

A ja pielusecki z rąbka bielonego (...)

(...)

Kie mie ty odejdzies,

coz mi hań zostanie?

Bede jak ta limba

samiućka w polanie (...)

W poezji i opowiadaniach motyw limby wykorzystywał nierzadko Kazimierz Przerwa-Tetmajer. Gatunkowi temu poświęcił w całości dwa wiersze pt. „Schnąca limba” i „Limba”. Drzewo to w jego twórczości opisywane jest jako samotne, stojące nad przepaścią, często suche, uszkodzone piorunem. Podobnie Adam Asnyk w wierszu „Limba”, opublikowanym w cyklu W Tatrach, wykorzystał limbę do zbudowania metafory samotnej i niezrozumianej przez otoczenie jednostki.

(...)

I nie dba, że wrzące fale

Skałę podmyły od spodu.

Z godności pełną żałobą

Chyli się ponad urwisko

I widzi w dole pod sobą

Tłum świerków rosnących nisko.

(...)

Limba pojawia się w cyklu czterech sonetów Jana Kasprowicza pt. Krzak dzikiej róży w Ciemnych Smerczynach. Przedstawiona jest jako stare i próchniejące drzewo, zwalone przez burzę. Symbolizuje starość i przemijanie, zbliżającą się śmierć. Motyw limby pojawia się poza tym w twórczości Jerzego Żuławskiego, Leona Rygiera, Feliksa Gwiżdża, Macieja Szukiewicza i in. Wiersze o limbie pisali też botanicy, np. Hugo Zapałowicz i Konstanty Stecki. W Czechach limba pojawiła się w twórczości literackiej Mašy Haľamovej. W utworach beletrystycznych limba pojawia się w książce Stanisława Witkiewicza pt. „Na przełęczy” oraz w powieści „Róża bez kolców” Zofii Urbanowskiej.
Limba jest widoczna na wielu pejzażach tatrzańskich. Wśród obrazów polskiego malarza Zefiryna Ćwiklińskiego, który malował krajobrazy i motywy tatrzańskie, znajduje się obraz zatytułowany „Pejzaż górski z limbą”, wykonany w technice oleju na płótnie. Leon Wyczółkowski, polski malarz, grafik i rysownik, namalował obrazy przedstawiające tatrzańskie limby: „Limba nad Morskim Okiem” oraz „Limba w Tatrach” (1920, akwarela na papierze). W Czechach limby malował Jaroslav Votruba.
Szyszka limby widnieje w herbie Augsburga (jako godło herbowe o niemieckiej nazwie Zirbelnuss), gdzie jej obecność stanowić ma nawiązanie do rzymskiej genezy miasta (założonego jako obóz wojskowy przez oddziały Rzymian używających szyszki limby jako znaku polowego).